# Palais du Tau (Reims)
Pour les articles homonymes, voir Palais du Tau.
Le palais du Tau fut l'une des résidences d'archevêques de Reims. Il doit son nom à son plan qui était, au Moyen Âge, en forme de lettre T (Tau en grec). Bâtiment jouxtant la cathédrale Notre-Dame de Reims, il fut également résidence royale lors des sacres des rois de France à Reims.
Occupée depuis le Ve siècle à cet emplacement, l'ancienne demeure des évêques et archevêques de Reims fut agrandie et reconstruite au cours des siècles, avec des remaniements importants à la fin du XVe siècle et dans les années 1680-1690. Le palais fut transformé en tribunal, puis en bourse de commerce durant la Révolution française.
Gravement endommagé lors d'un incendie au début de la Première Guerre mondiale, le 19 septembre 1914, à la suite de bombardements sur la cathédrale, le palais du Tau fut restauré à partir des années 1950 et abrite depuis 1972 le musée de la cathédrale de Reims et du sacre des rois de France.

## Histoire du bâtiment
À l'emplacement actuel de la cathédrale, l'évêque Nicaise fait bâtir une église dédiée à Notre-Dame au début du Ve siècle et s'installe dans une villa gallo-romaine contiguë, dont des vestiges ont été retrouvés lors de fouilles dans la salle basse du palais actuel. Cette église est le lieu du baptême de Clovis par l'évêque de Reims Remi vers 500 et devient de 816 à 1825 le lieu du sacre de la plupart des rois de France. Le palais du Tau fut le lieu de résidence de rois pour leur sacre, et la salle du Tau accueillait le banquet royal à l'issue de la cérémonie.
La résidence des évêques de Reims est agrandie au fil des siècles, notamment par Ebbon au cours du IXe siècle.
Le nom Tau est dû à la forme en T de la salle principale de la demeure des archevêques. Ce nom est évoqué en 1138 dans un diplôme de Louis VII,. Elle avait alors l'aspect d'une maison forte, le mur actuel séparant les deux cours a remplacé un épais mur crénelé. L'édifice devait alors être ceinturé de tours à vocation défensive. Aujourd'hui seule la tour d'Éon est attestée par les diverses iconographies et les textes.
En 1210, à la suite d'un incendie touchant la cathédrale, l'édifice est vraisemblablement endommagé de manière importante. Une chapelle palatine, à deux niveaux, de style gothique est construite par Jean d'Orbais durant la période 1215-1235.

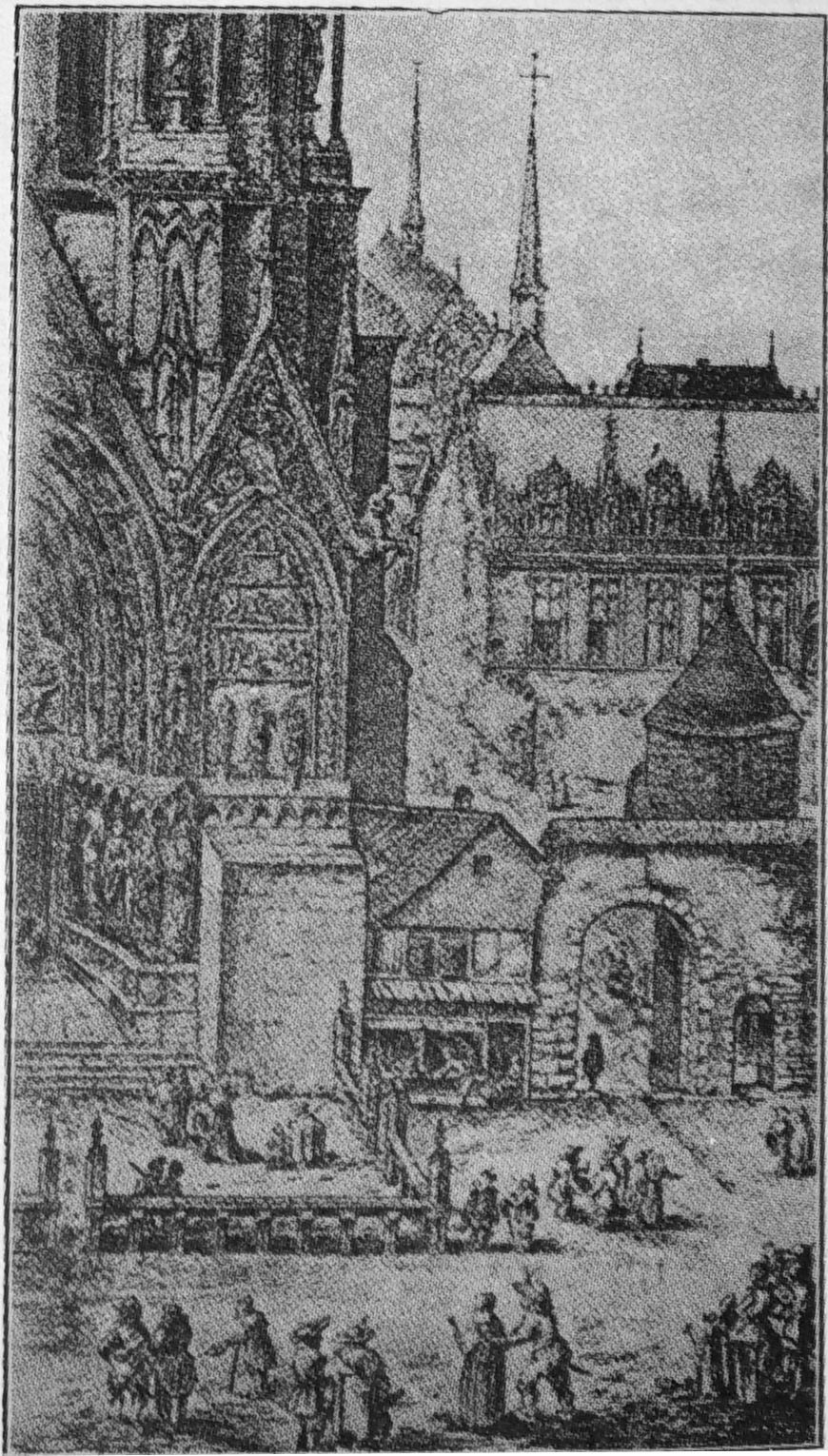
Le palais gothique
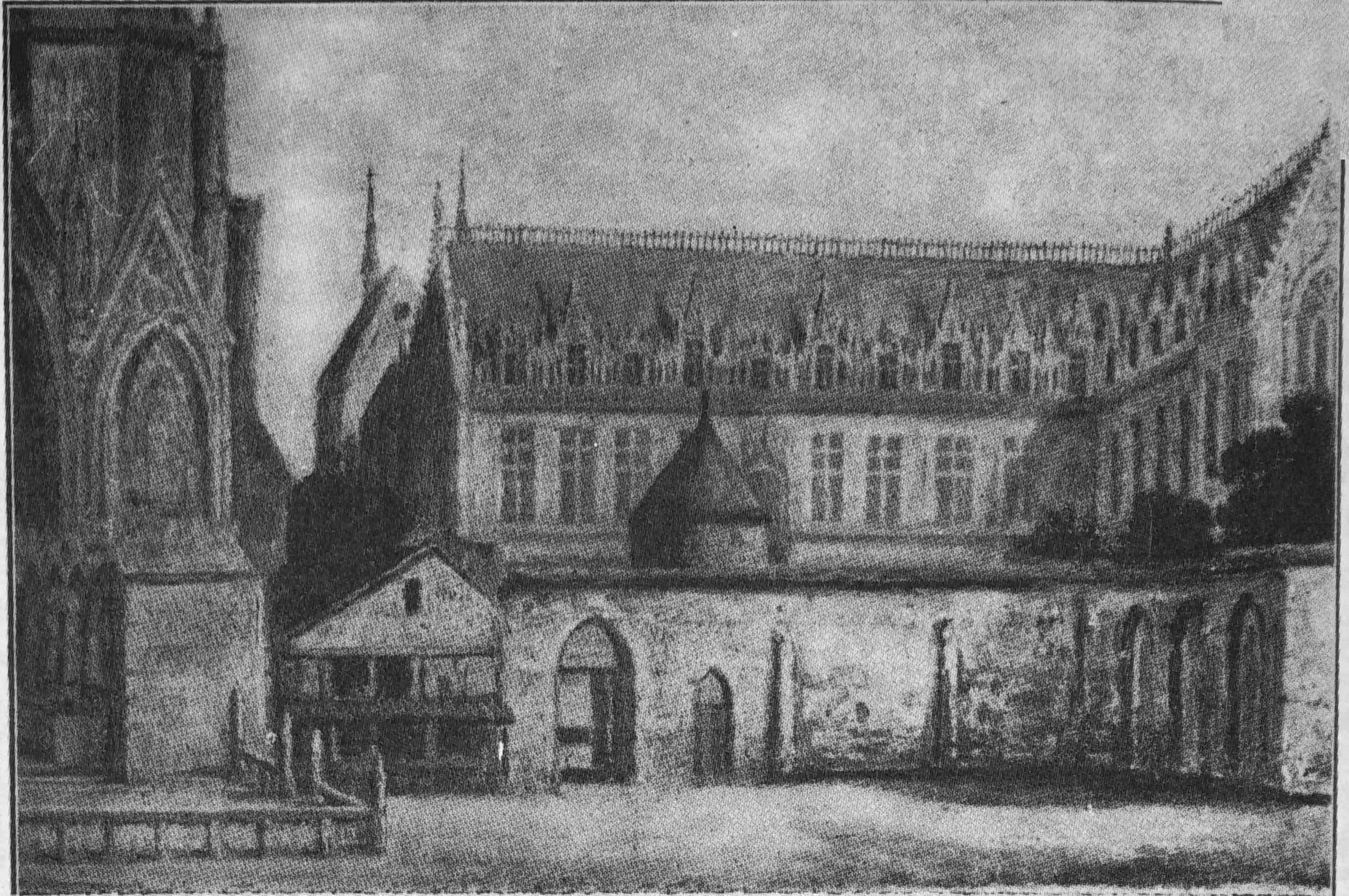
Issu du fonds de la bibliothèque Carnegie (Reims).

Guillaume Briçonnet fait remanier le palais dans le style gothique flamboyant à la fin du XVe siècle. Nommé lieutenant général du roi pour le Languedoc, il doit quitter le siège rémois pour celui de Narbonne, son successeur Robert de Lénoncourt termine les travaux selon les plans établis. À l'instar de la cathédrale voisine, la salle du Tau était orné d'un faitage fleur de lysé. On trouvait alors au centre de la deuxième cour une imposante statue en bronze d'un cerf, installée au XIe siècle par l’archevêque Gervais. Lors du sacre des rois, cette statue était déplacée sur le parvis de la cathédrale, une fois remplie de vin elle servait de fontaine. Ce cerf est rapidement devenu le symbole de l'officialité et apparait désormais sur son sceau.
Le palais est à nouveau agrandi par le Cardinal de Lorraine puis par Guillaume Gifford qui construisirent chacun un nouveau pavillon coté jardin.
Le palais conserve ce style pendant près de deux siècles, jusqu'aux travaux de Robert de Cotte entre 1688 et 1693, à la demande de l'archevêque Charles-Maurice Le Tellier. Le palais acquiert alors son aspect classique, la croisée de la grande salle du Tau disparait et la superficie du monument est considérablement agrandie. Le palais du Tau perd alors son aspect défensif alors que la tour d'Éon avait été détruite en 1648 par Léonore d'Estampes. Désormais le logis royal se compose de 6 pièces donnant sur le jardin, l’archevêque quant à lui a ses appartements dans l'aile Sud.
Avec l'émigration en Allemagne de l'archevêque Alexandre de Talleyrand-Périgord dès 1790, le monument est confisqué et devient bien national. Le palais est alors totalement transformé et accueille désormais en tribunal, tandis que la salle du Tau accueille la bourse de commerce. La chapelle en instance de destruction est aménagée en prison et le jardin en cour pour les prisonniers. Le retour de l'archevêque se fait pendant la Restauration, en 1823. Pour le sacre de Charles X en 1825, le palais est restauré dans un style néo-gothique par l'architecte François Mazois. Le palais a déjà une fonction culturelle avec l'installation de l'Académie de Reims qui y siégea de 1841 à 1906, par ailleurs un musée lapidaire est momentanément ouvert dans la chapelle basse à la fin du XIXe siècle. Le monument accueille également plusieurs congrès ainsi que des expositions rétrospectives comme celles de 1876 et 1896 où les collectionneurs locaux et les fonds du musée municipal sont exposés. L'aile Sud longeant la première cour est reconstruite selon les plans de Viollet-le-Duc, l'ancien bâtiment des communs laisse alors place aux écuries au rez-de-chaussée et à la superbe bibliothèque du Cardinal Gousset au premier étage (près de 20 000 ouvrages).
À la suite de la défaite de 1871 dans la guerre franco-prussienne, le Kaiser Guillaume Ier loge au palais du Tau. Des caricatures lui valent le surnom de "roi chi-lit", ce dernier qui logeait alors dans les anciens appartements royaux aurait souillé le lit où avait dormi Charles X lors de son sacre.
La séparation des Églises et de l'État en 1905 met fin à l'occupation du palais par les archevêques de Reims : le 17 décembre 1906, l'archevêque de Reims Louis-Joseph Luçon est contraint de quitter le palais. Le palais du Tau fait l’objet d’un classement au titre des monuments historiques depuis le 20 décembre 1907.

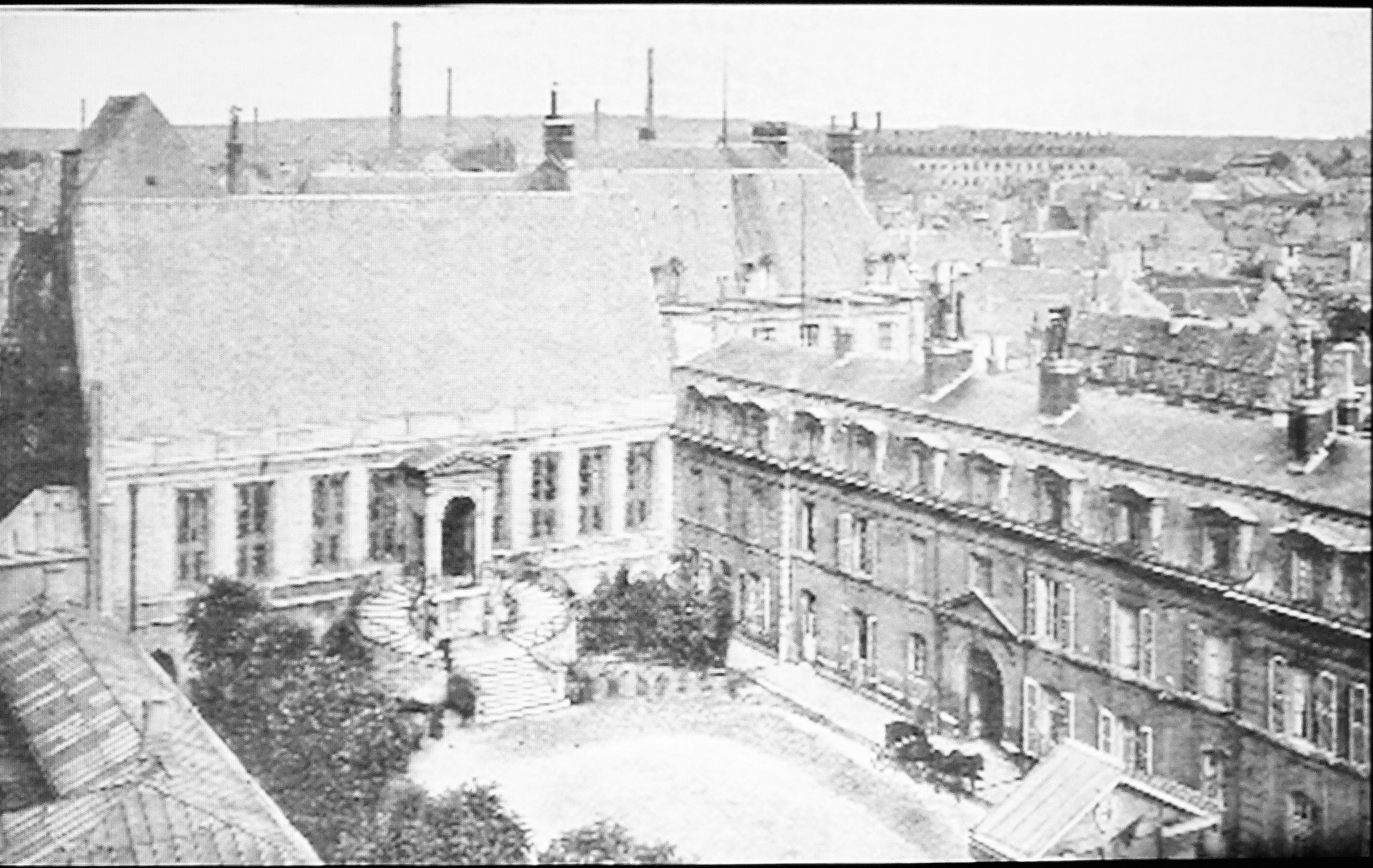
La cour d'honneur avant la guerre
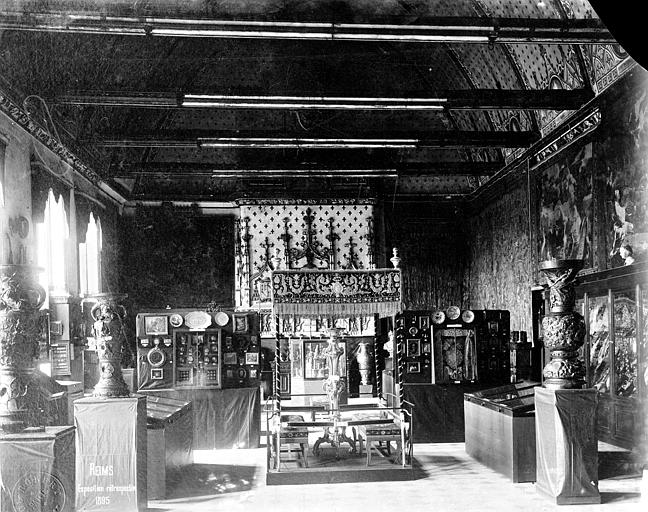
Exposition rétrospective dans la salle du festin en 1895
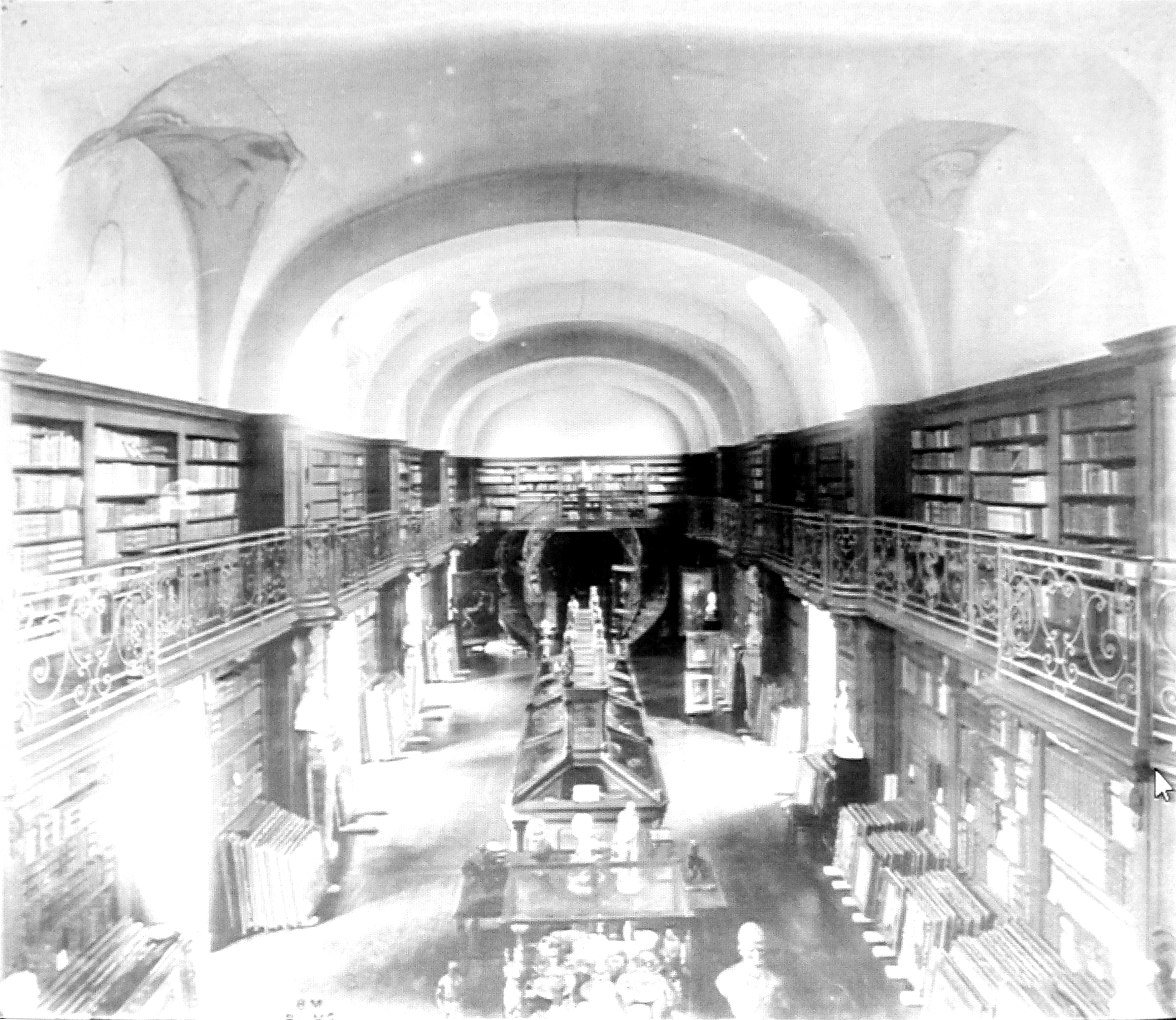
La grande bibliothèque de l’archevêque, vers 1908
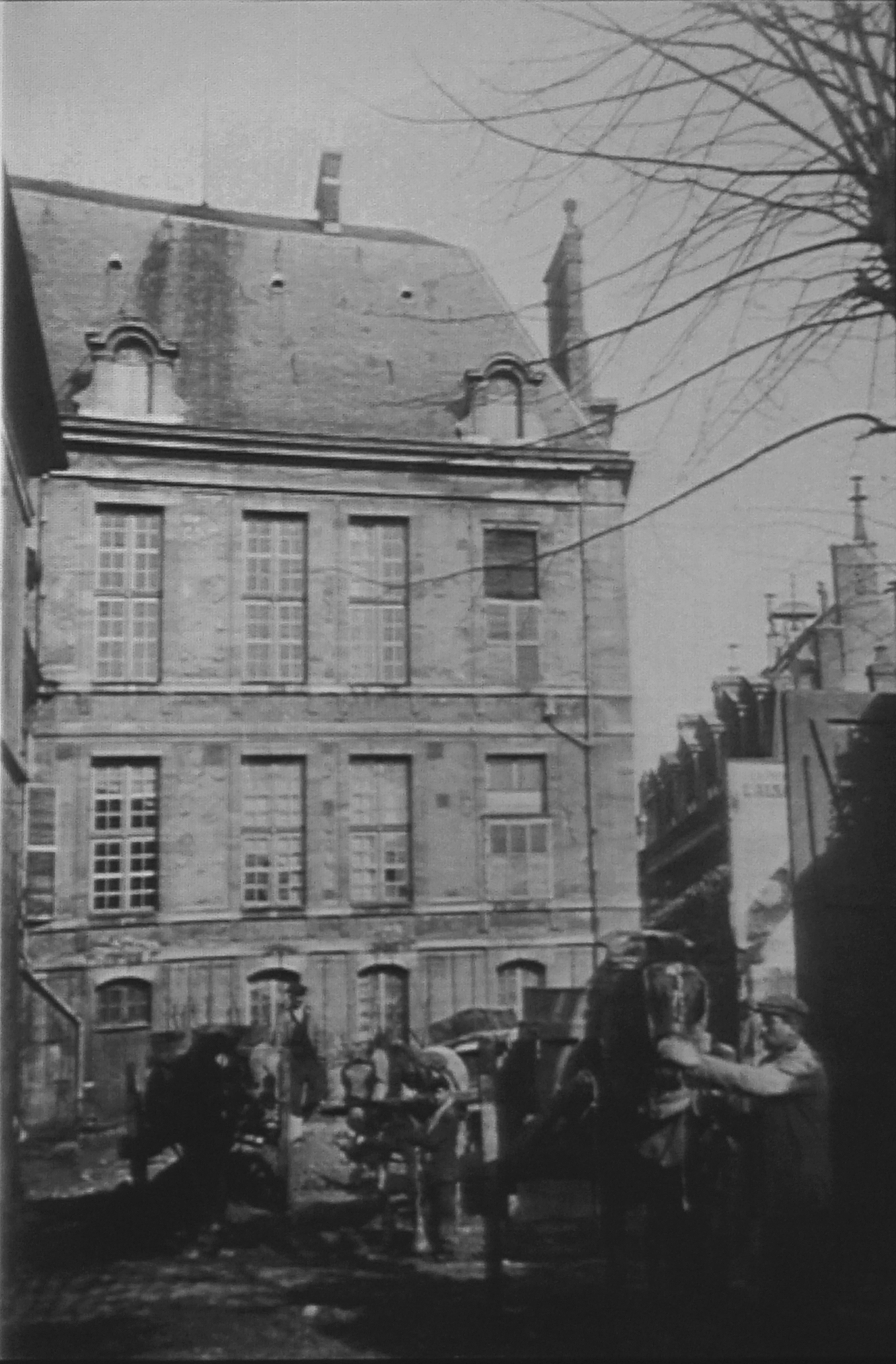
Aménagement d'une salle d'exposition des mosaïques quelques mois avant la Grande Guerre
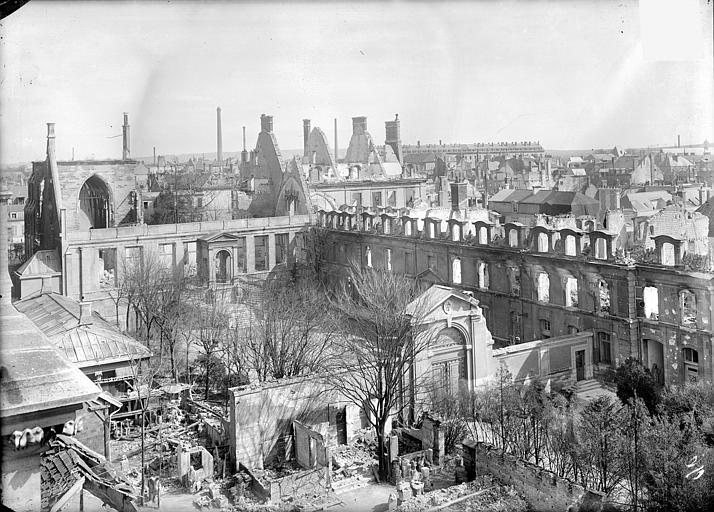
Dégâts de la Grande Guerre, 1915 par Max Sainsaulieu.

À partir de 1907, le palais est destiné à accueillir le musée ethnographique de la Champagne dans les étages supérieurs, un musée sur le sacre dans les appartements royaux restés intacts depuis le sacre de Charles X ainsi qu'un musée d'archéologie. Sous l'impulsion du Dr Octave Guelliot, les premières collections y sont installées, les travaux pour aménager une salle d'exposition de mosaïque commencent dans l'actuelle cour administrative mais l'entrée en guerre stoppe immédiatement les travaux. Le 19 septembre 1914, la cathédrale attenante est bombardée, provoquant un incendie qui se propage au palais. Le palais est fortement endommagé, la galerie de rois peints dans la salle du Tau part en fumée, l'ensemble des collections du musée est détruit. Les quatre années de guerre n'épargnent pas le monument, des murs entiers s'effondrent, à la fin de la guerre il ne reste guère plus que les façades et la chapelle.
À partir de 1919, la cathédrale est reconstruite et restaurée par Henri Deneux, qui se sert du palais du Tau comme atelier. Il faut attendre 1950 pour que la reconstruction du palais soit entamée, afin d'accueillir un musée qui ouvre en 1972.
En 1991, la cathédrale et le palais du Tau sont inscrits au patrimoine mondial par l'UNESCO.

## Le musée de la cathédrale
Depuis 1972, le palais du Tau est un monument national géré par le Centre des monuments nationaux. Le palais du Tau renferme le musée de l’Œuvre, avec d’importants éléments sculptés provenant de la cathédrale Notre-Dame, déposés après l'incendie de 1914 et au cours des restaurations successives du XXe siècle.

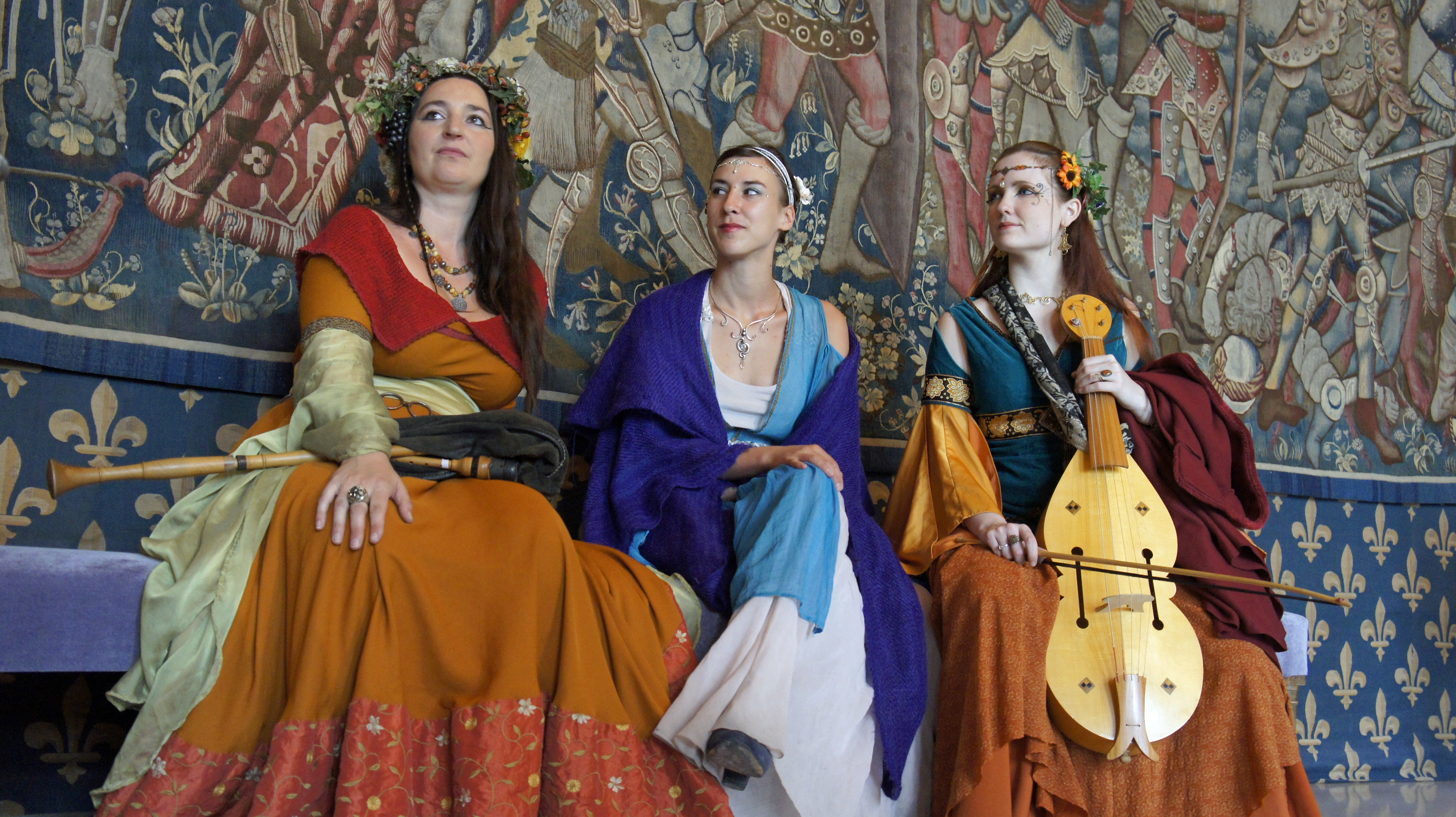
La compagnie les derniers trouvères devant une tapisserie, Fête Jeanne d'Arc 2012.
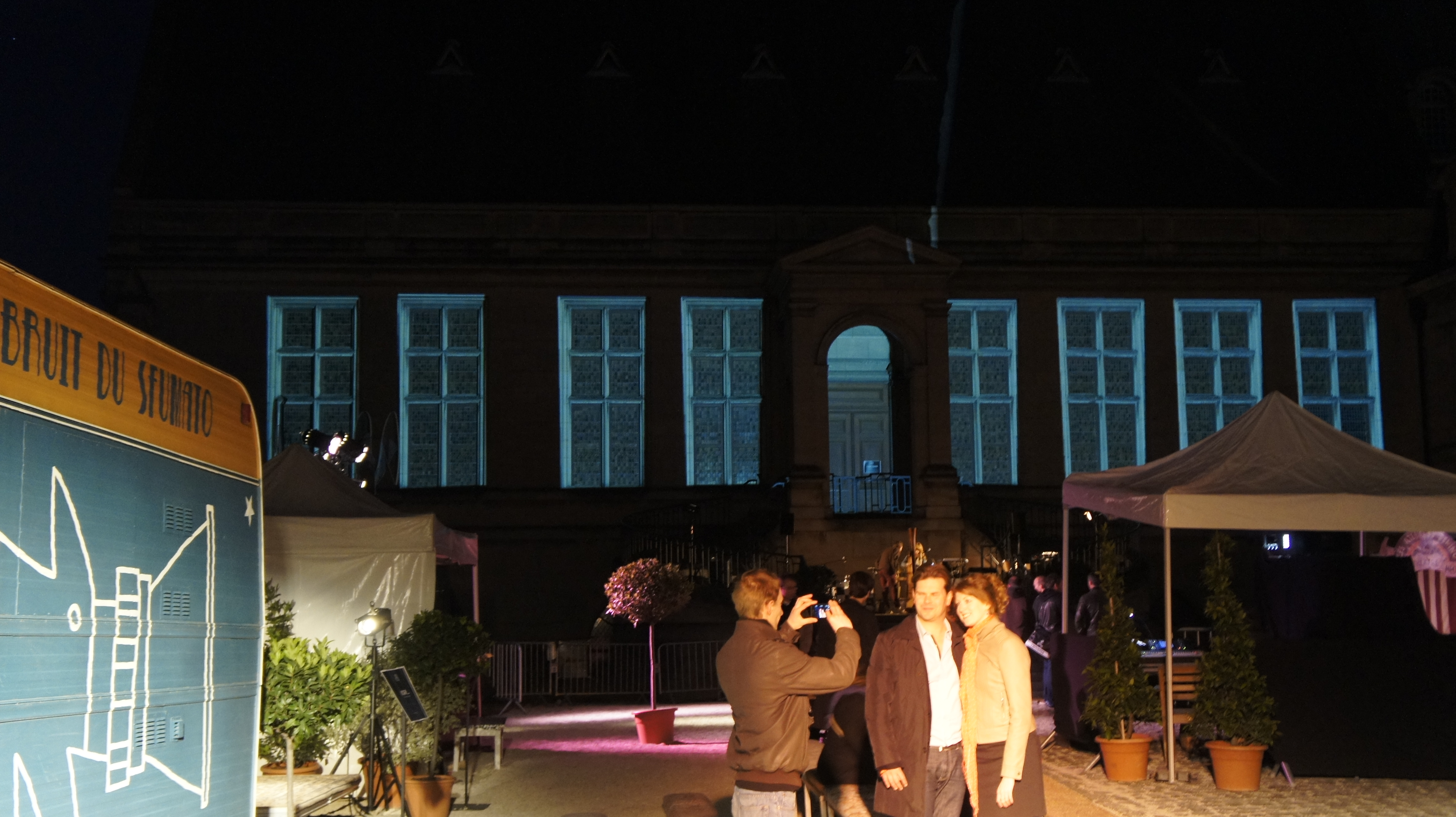
La cour lors de la Nuit des musées.
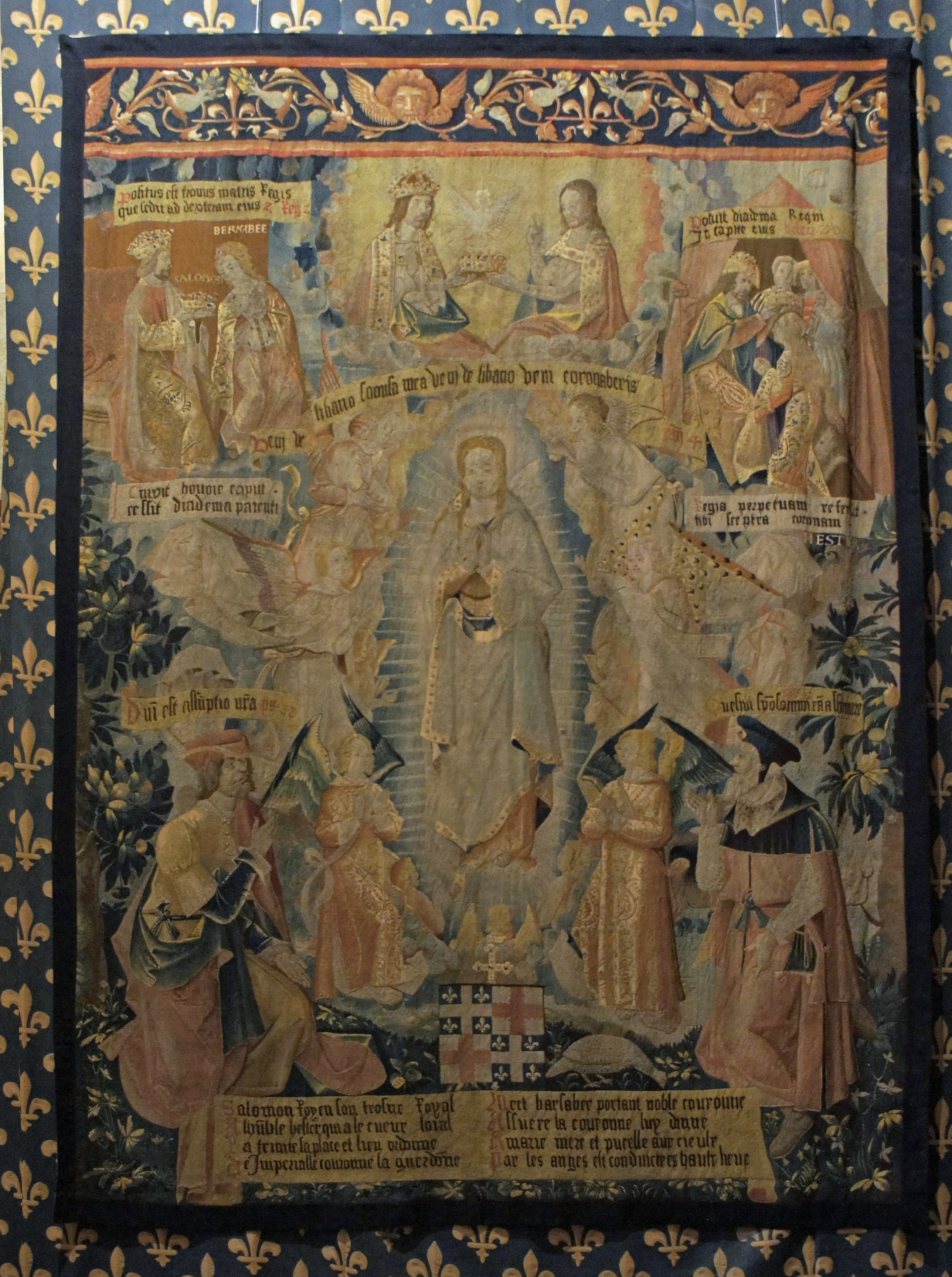
Vie de la Vierge, tapisserie de lisse du XVIe siècle.
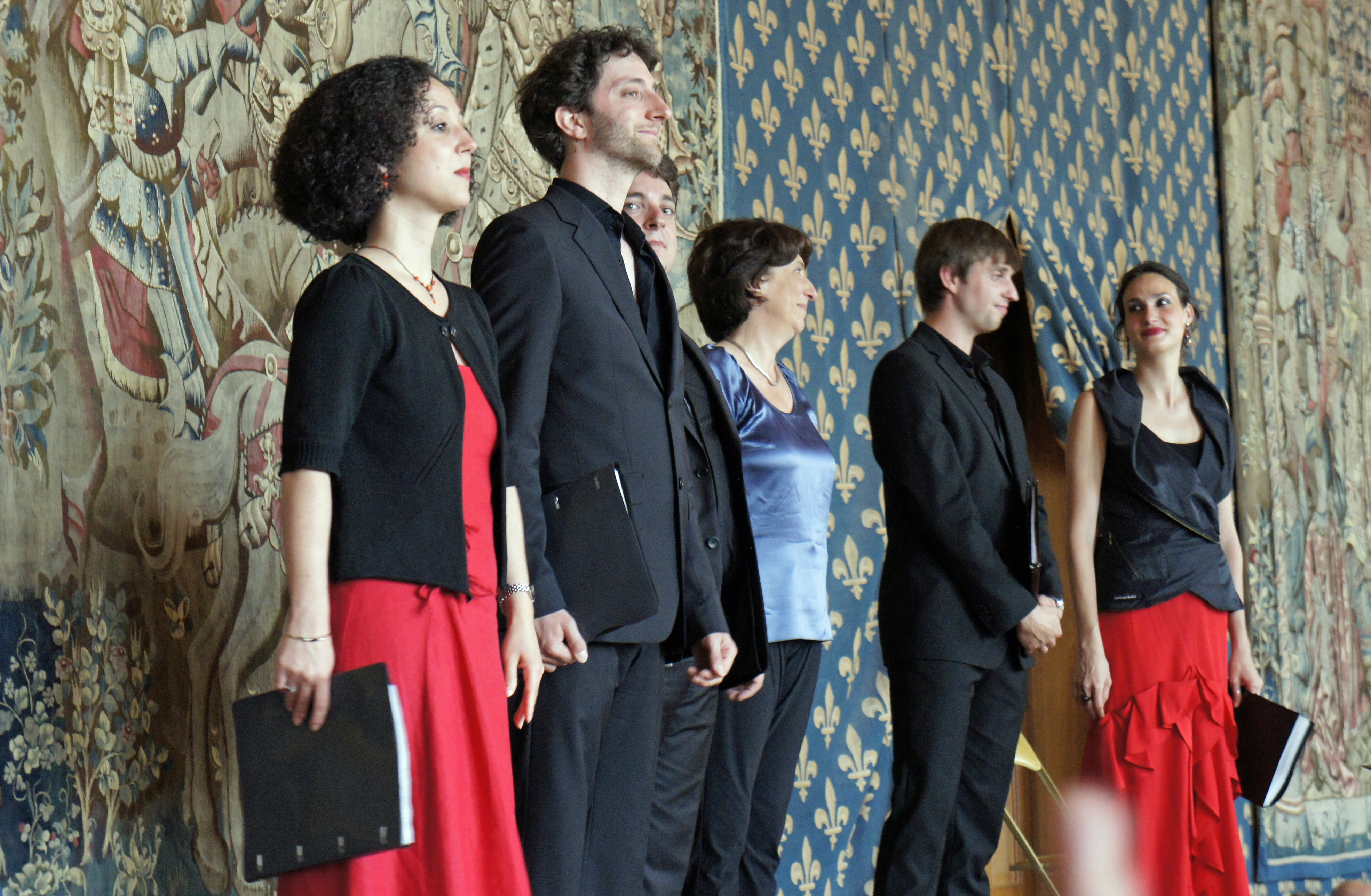
Lors des Flâneries musicales de Reims.

Les tapisseries qui étaient exposées à la cathédrale sont visibles dans différentes salles du palais. Le musée expose le trésor de la cathédrale, et dédie des salles à l'évocation des sacres des rois de France.
Il est aussi le lieu d'exposition temporaires, de manifestations et de spectacles.

## Le parcours de visite

### Chapelle basse
La chapelle basse date du début du XIIIe siècle. Un tympan du XIVe siècle figurant une Vierge à l'enfant est situé au-dessus du passage menant à la chapelle. Depuis 1919, le dépôt lapidaire d'éléments de la cathédrale, visibles à travers une porte vitrée fermant l'accès, s'est constitué dans cette partie du palais. En particulier, les fragments du jubé de la cathédrale du XVe siècle, détruits en 1744, y sont présents.

### Salle basse
La salle basse, située en dessous de la salle du Tau, date du XVe siècle, elle conserve encore aujourd'hui la partie ouest de la croisée qui a donné au monument sa forme de T et donc son nom de tau. Elle présente des voûtes sur croisée d'ogive, les clefs de voûte portant les armes de Guillaume Briçonnet. Les fouilles menées en 1996 dans la pièces ont mis au jour des vestiges d'une ancienne domus gallo-romaine et les arcades encastrées dans le mur est sont estimées au IXe siècle. Les grandes baies vitrées ont quant à elles été percées en 1845.

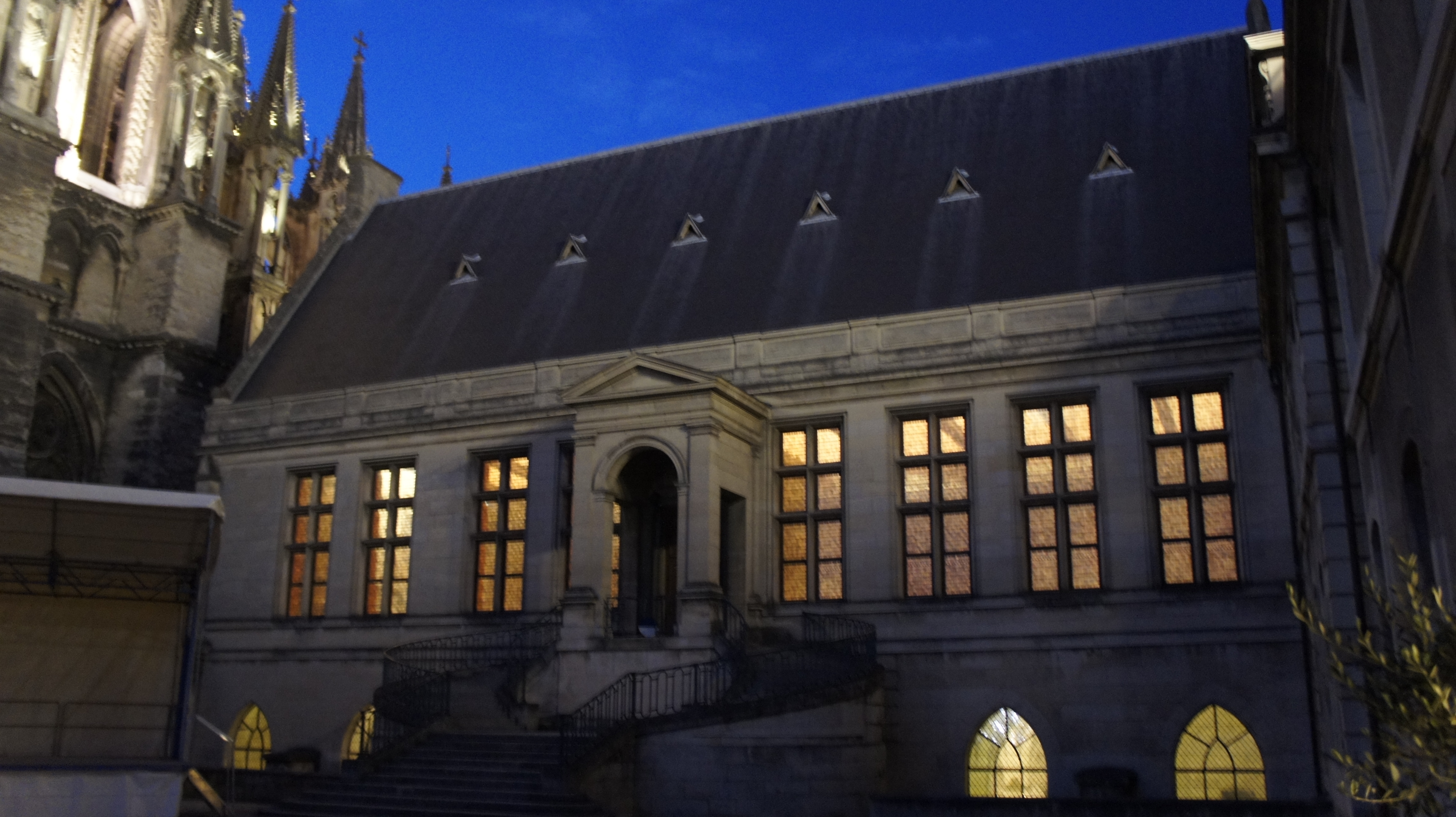
Les salles superposées : Salle du Festin en haut et salle basse en bas.
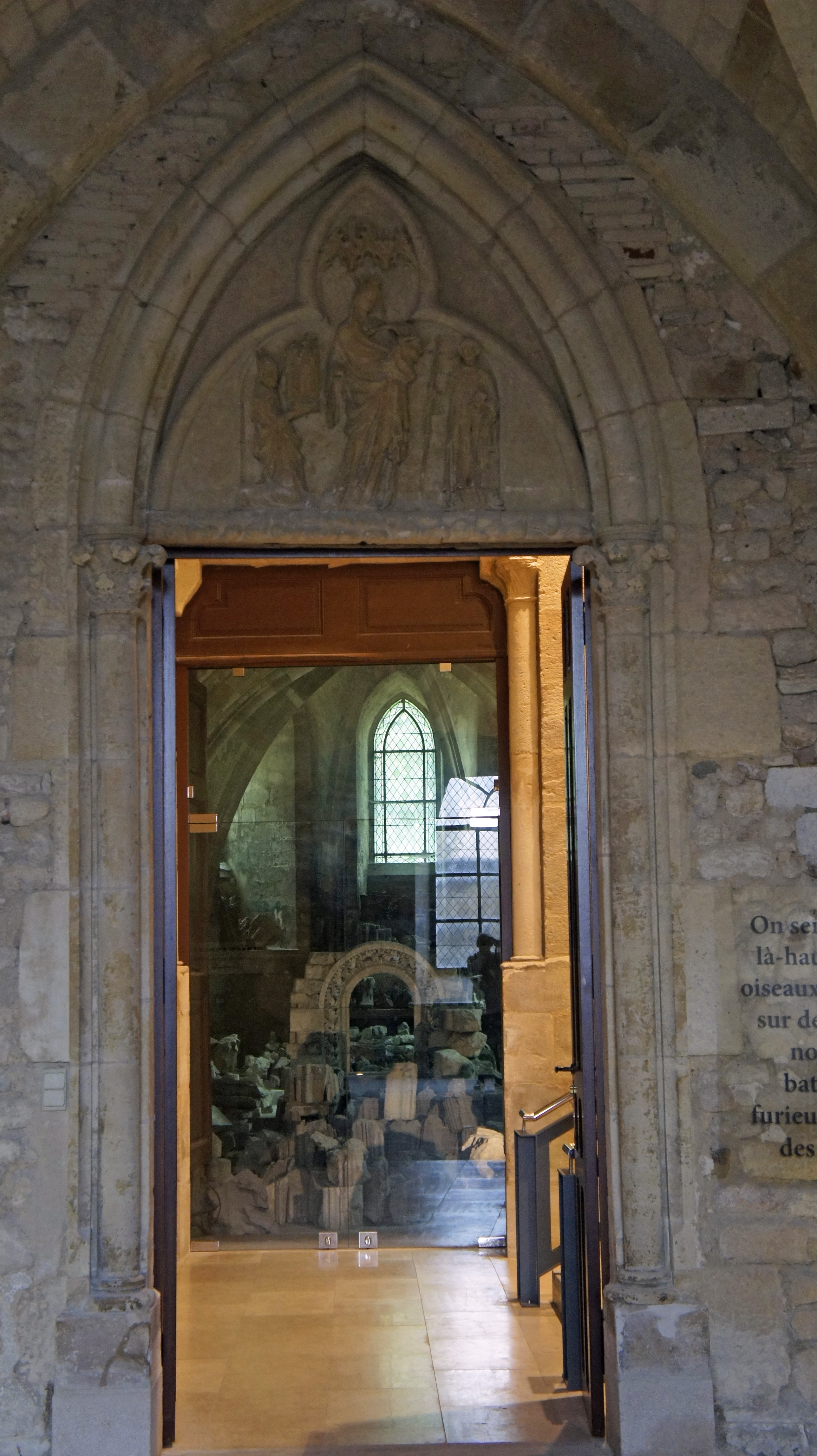
Chapelle basse, actuellement réserve lapidaire pour les protocathédrales
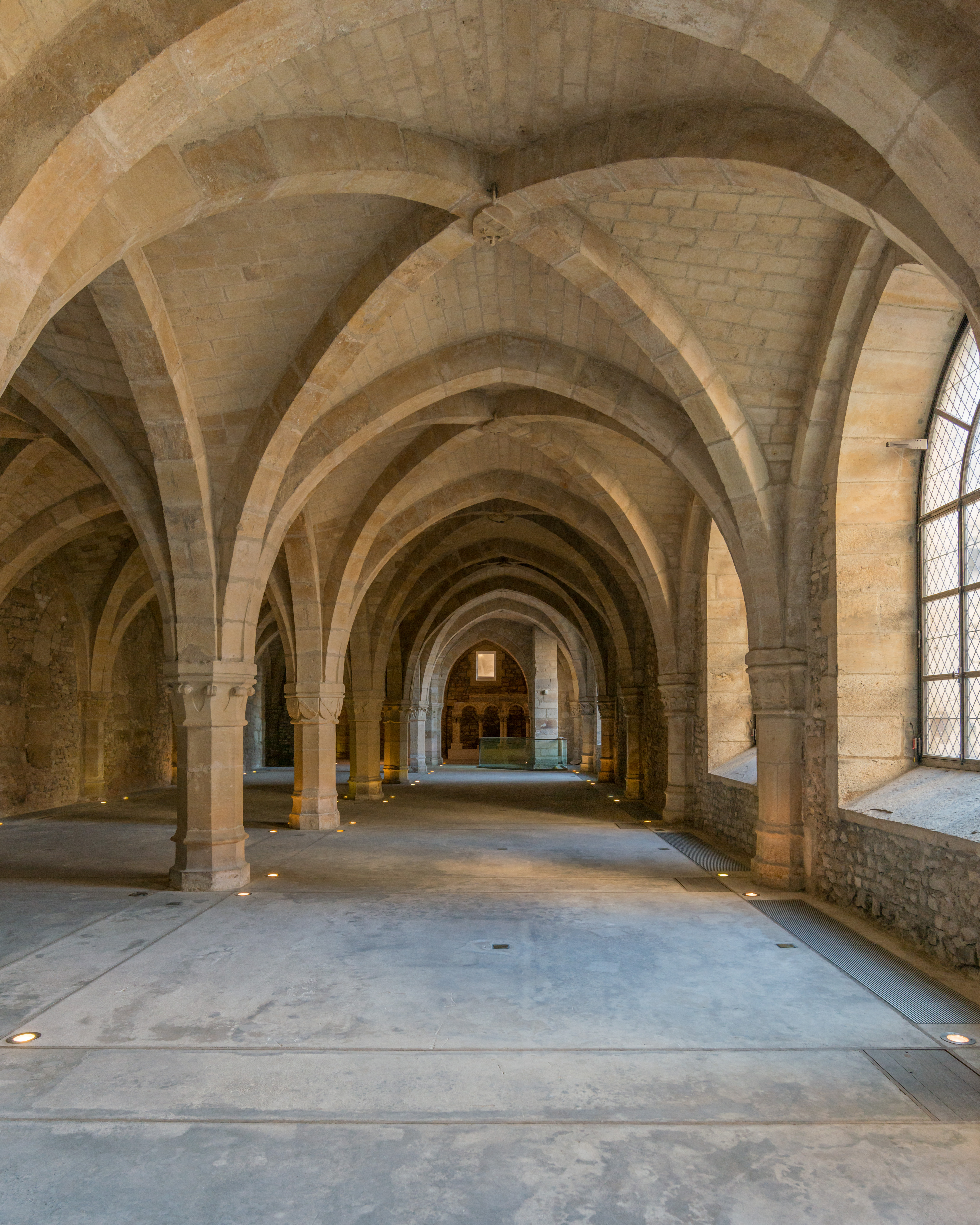
Salle basse.
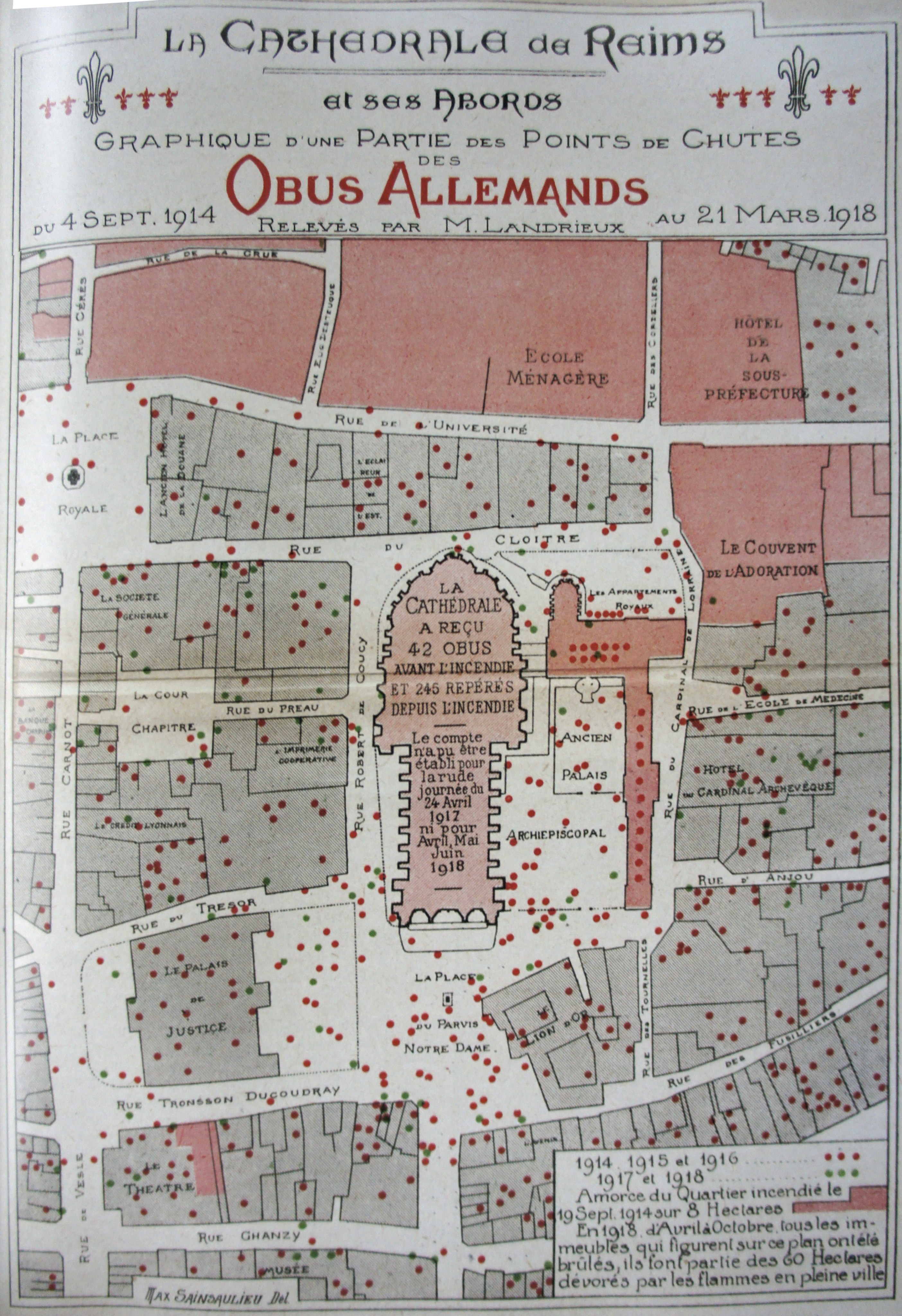
Plan de la cathédrale et du palais du Tau, impacts des quelque 300 obus de la Première Guerre mondiale.

Une partie du palais accueillait le roi et les festivités lors de son sacre. Le palais du Tau réserve deux salles à la cérémonie et aux objets du sacre. Le trésor, dont une partie est constituée des objets utilisés lors du sacre, est rassemblé dans deux petites pièces.

### Salle du Tau ou salle du Festin
Cette salle avait initialement une forme de T, d'où son nom. Cette vaste salle maintenant rectangulaire depuis les travaux de Robert de Cotte au XVIIe siècle, fut auparavant remaniée à la fin du XVe siècle pour l'archevêque Guillaume Briçonnet. Ses armoiries, mêlées a celles du chapitre de Reims, sont sculptées sur la cheminée. Au centre les armoiries du roi de France avaient été remplacées en 1825 par le chiffre de Charles X (deux C entrelacés), elles ont été restituées par les restaurations d'après guerre. La charpente en bois de la salle a la forme d'une carène de navire inversée et présente neuf poutres horizontales. La salle fut fortement endommagée lors de l'incendie de 1914 qui détruisit la voute ainsi que la galerie de rois peints. La cheminée fut épargnée par les bombardements. elle est aujourd'hui restituée dans l'état présumé du XVe siècle. Deux grandes tentures murales illustrant l'histoire du Fort Roy Clovis, datant du XVe siècle, sont exposées. Cette salle est appelée également salle du Festin car le banquet suivant le sacre royal s'y déroulait.

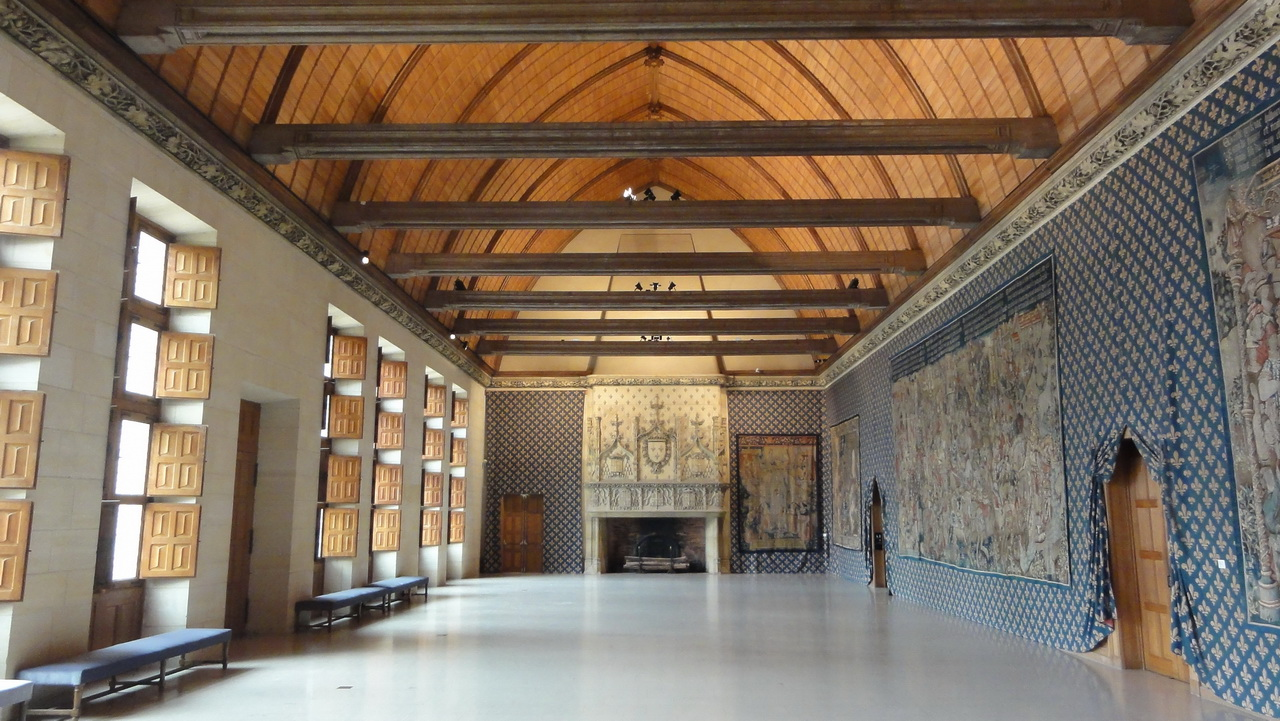
Salle du Tau aujourd'hui
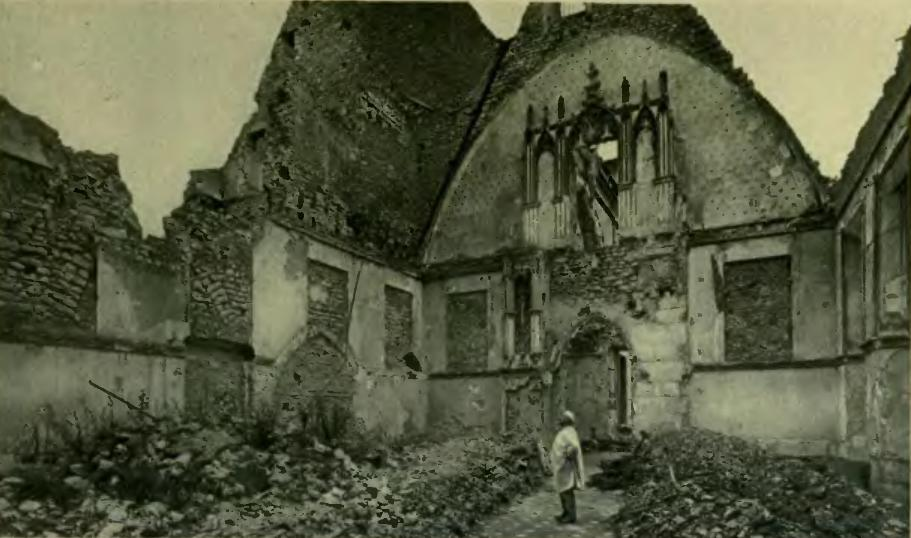
Henri Deneux constate les dégâts de la Grande Guerre
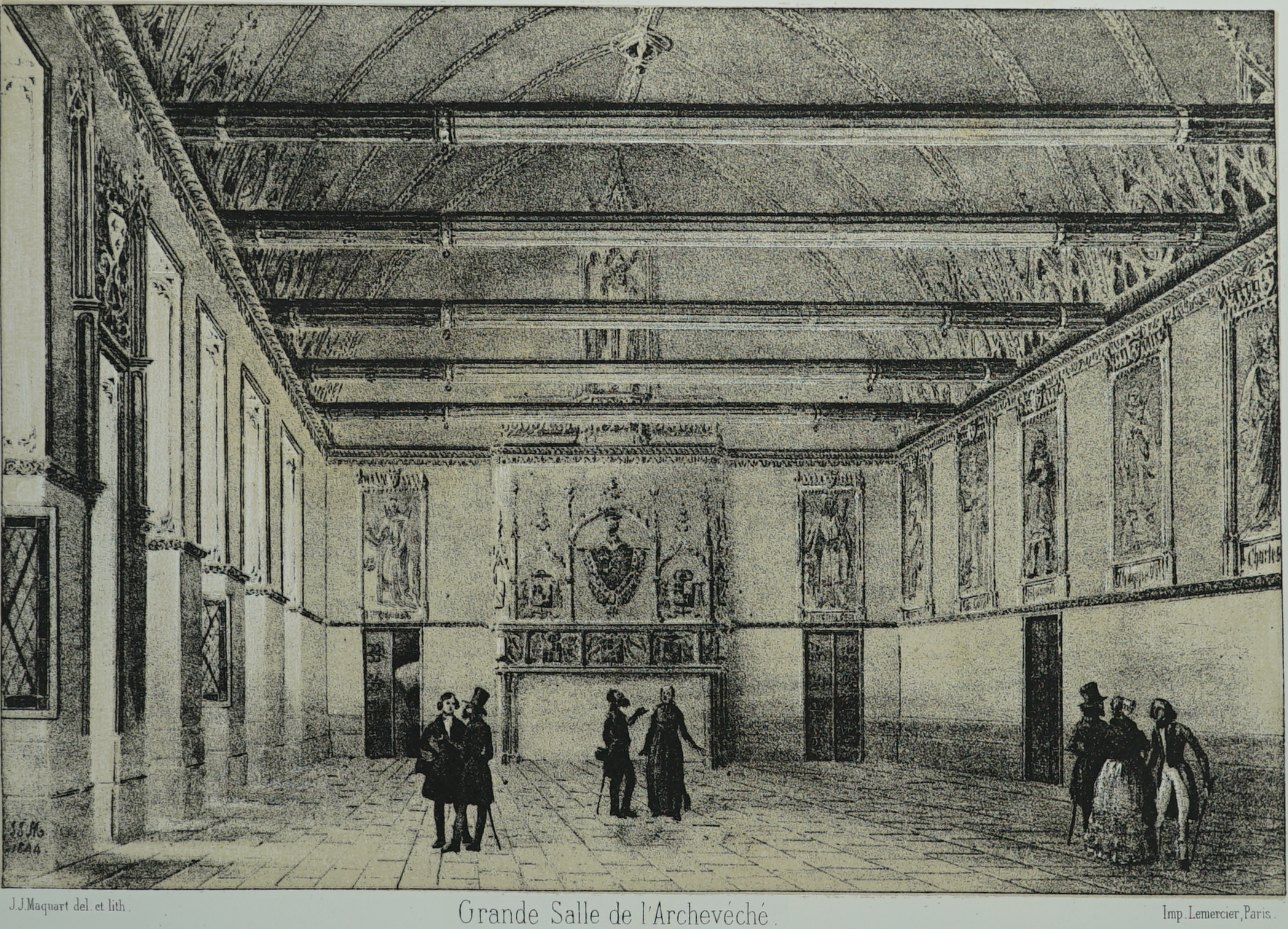
État au XIXe siècle par J-J Maquart
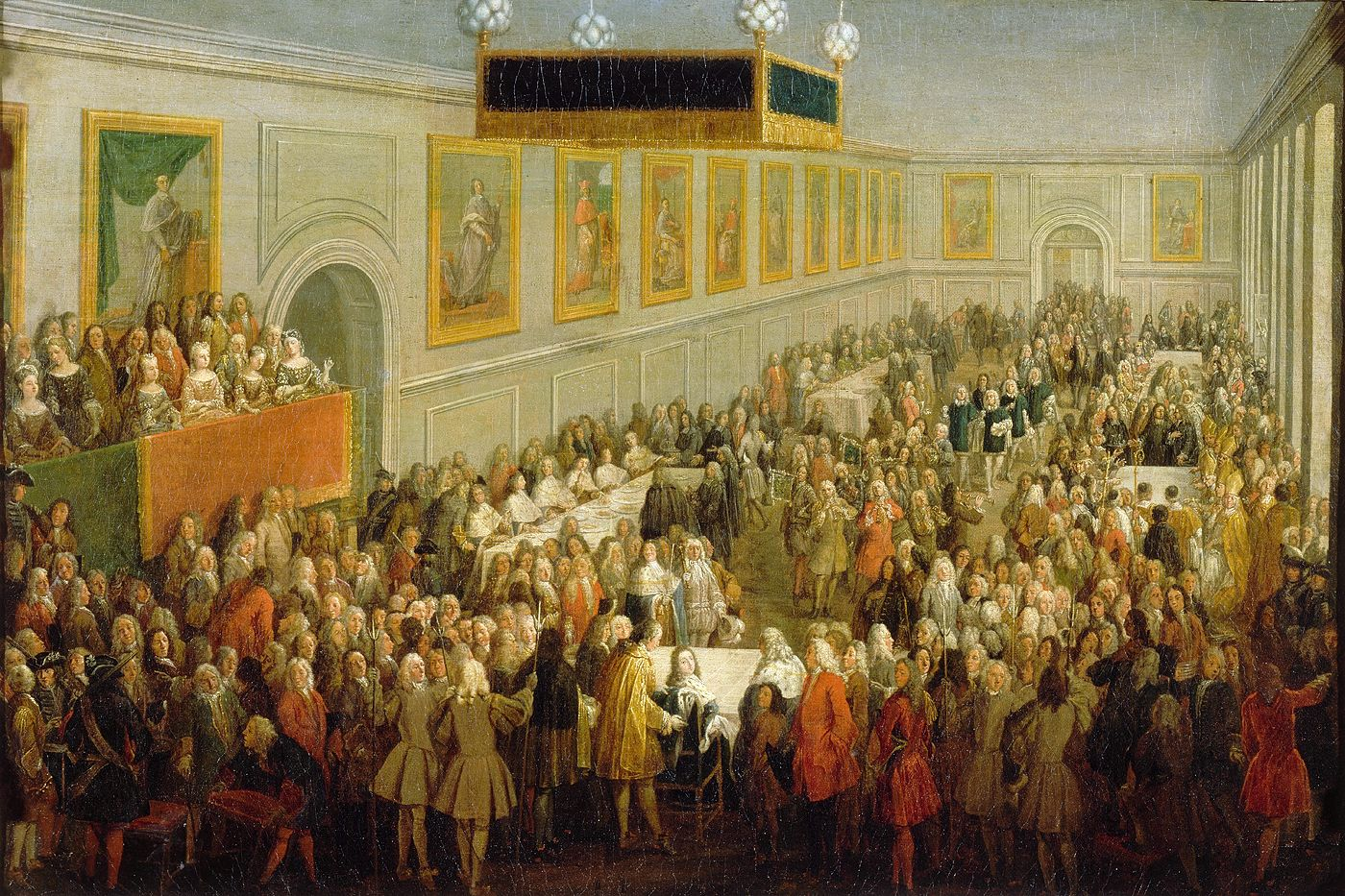
Banquet du sacre de Louis XV par Pierre-Denis Martin.

### Trésor
Le trésor est exposé dans deux pièces situées entre la salle du Tau et la chapelle haute. La première présente le trésor de l'Ancien Régime et la seconde expose les collections datant de la Restauration. Le trésor de l'Ancien Régime est essentiellement constitué d'objets issus du trésor de la cathédrale qui n'ont pas été détruits à la Révolution, les éléments du trésor de la Restauration ont pour l'essentiel été fabriqués en vue du sacre de Charles X :
- le reliquaire de la sainte Ampoule (la sainte ampoule utilisée lors du sacre de Charles X est conservée à l'intérieur, une copie est présentée juste devant) ;
- le calice du Sacre, pièce d'orfèvrerie qui faisait partie des regalia du royaume de France;
- le talisman de Charlemagne, bijou du IXe siècle. Ce cadeau du calife Haroun ar-Rachid à Charlemagne aurait été trouvé lors de l'exhumation du corps de l'empereur en 1166. Gardé depuis à Aix-la-Chapelle, le talisman fut offert à Joséphine par l'évêque de la ville Berdolet en 1804[19]. C'est l'impératrice Eugénie qui l'offrit au Cardinal Luçon en 1919. Ce bijou en or, émeraudes, grenats, perles et saphirs contient une épine de la Vraie Croix ;
- le reliquaire de la Résurrection datant de la seconde moitié du XVe siècle.
- la nef de sainte Ursule. Cette nef d'apparat, réalisée par un orfèvre de Tours de la fin du XVe siècle (Raymond Guyonnet[20],[21] ou Pierre Rousseau[20]), est donnée à Anne de Bretagne en 1500. En 1505, la reine fait placer des statuettes de sainte Ursule et de ses compagnes sur le pont de la nef. La nef parvient jusqu'à Henri III qui l'offre à la cathédrale en 1575. Les armoiries d'Henri III, et une inscription en latin réalisée pour son don sont visibles sur le socle de l'objet[20].

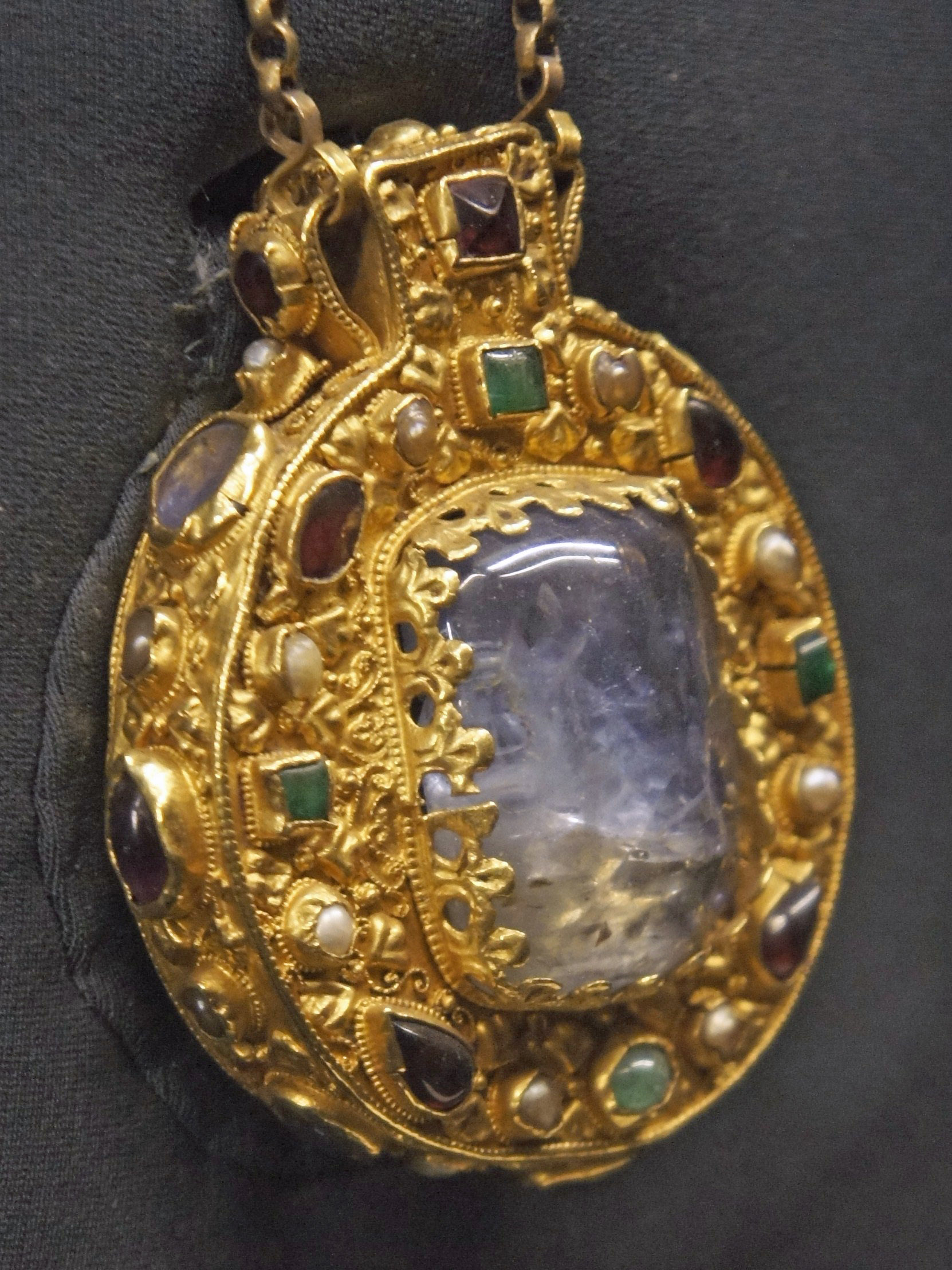
Talisman de Charlemagne.
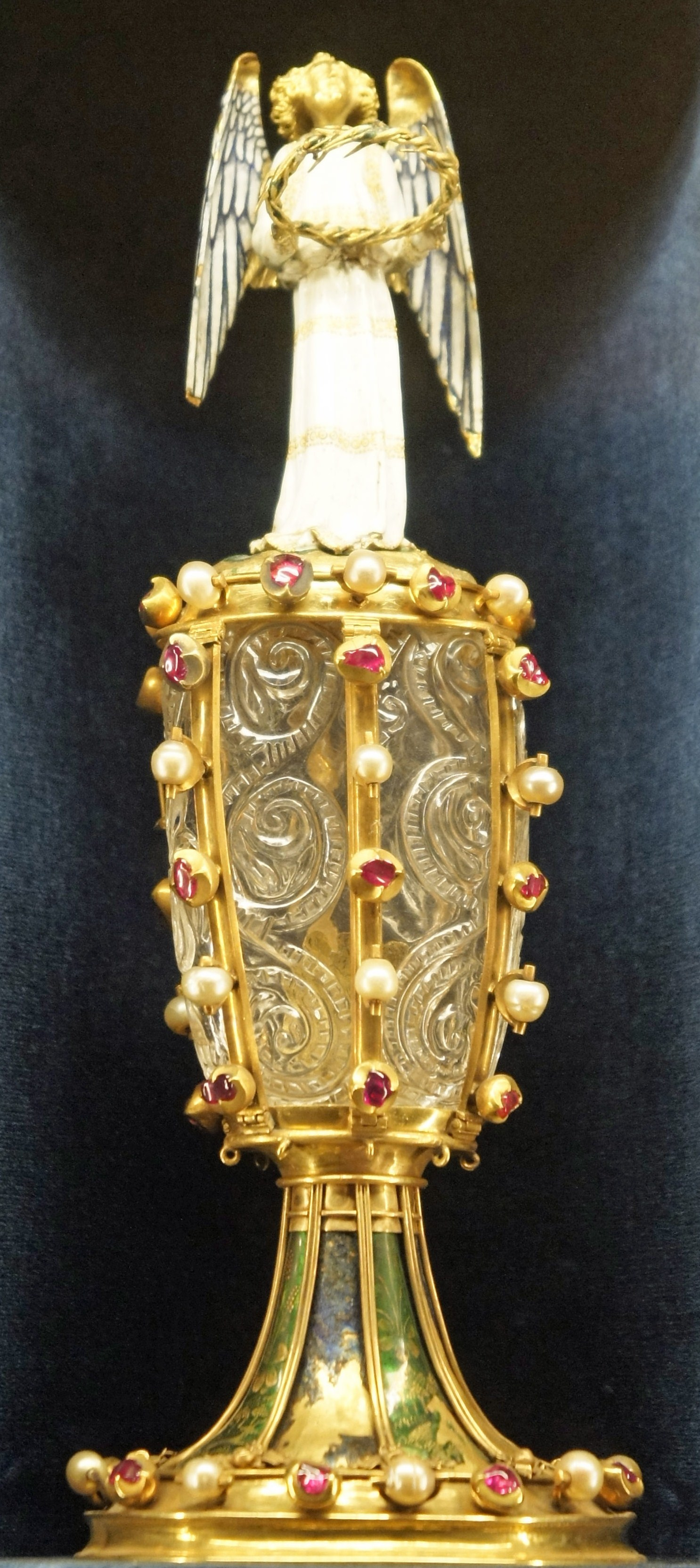
Reliquaire de la sainte-épine.
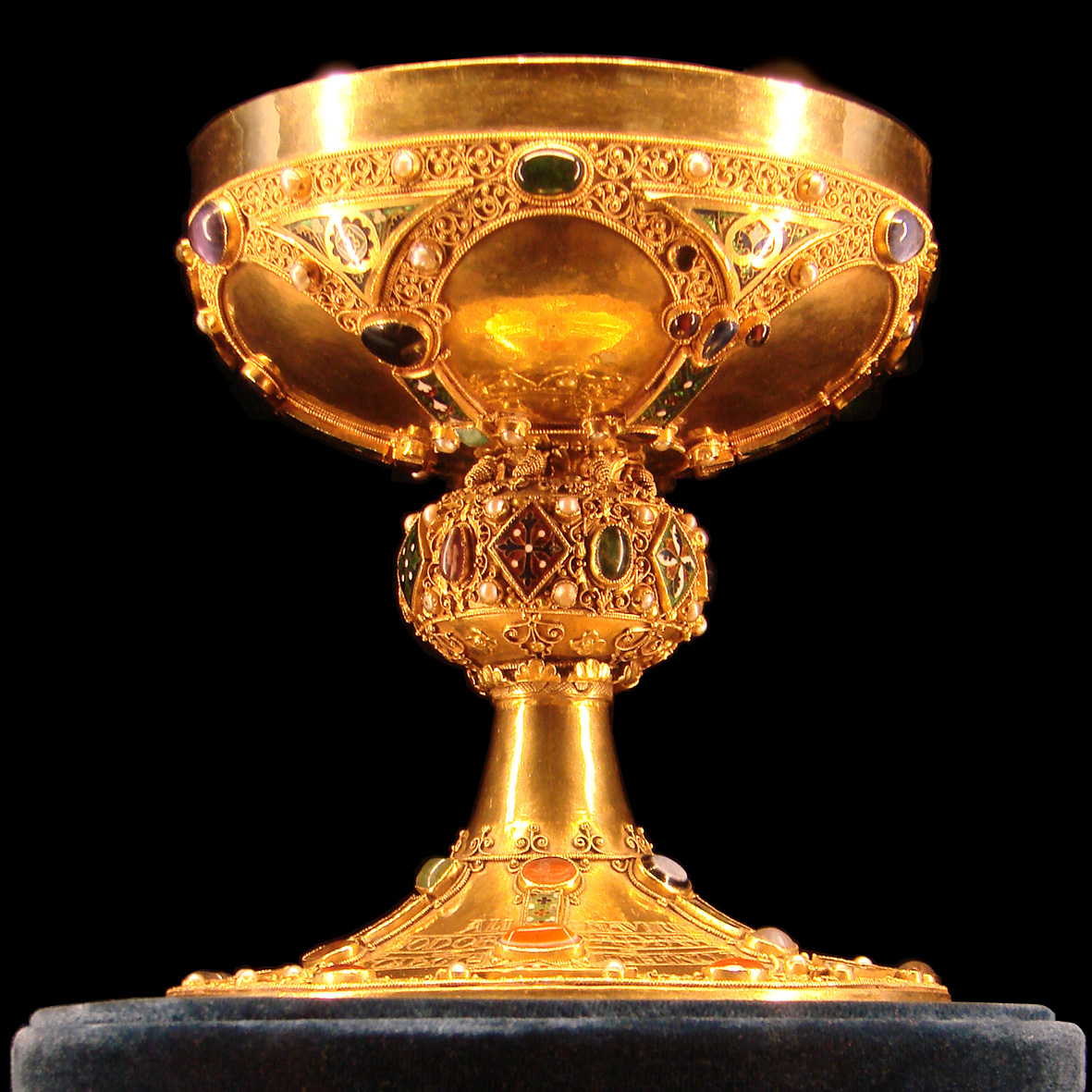
Calice du sacre.
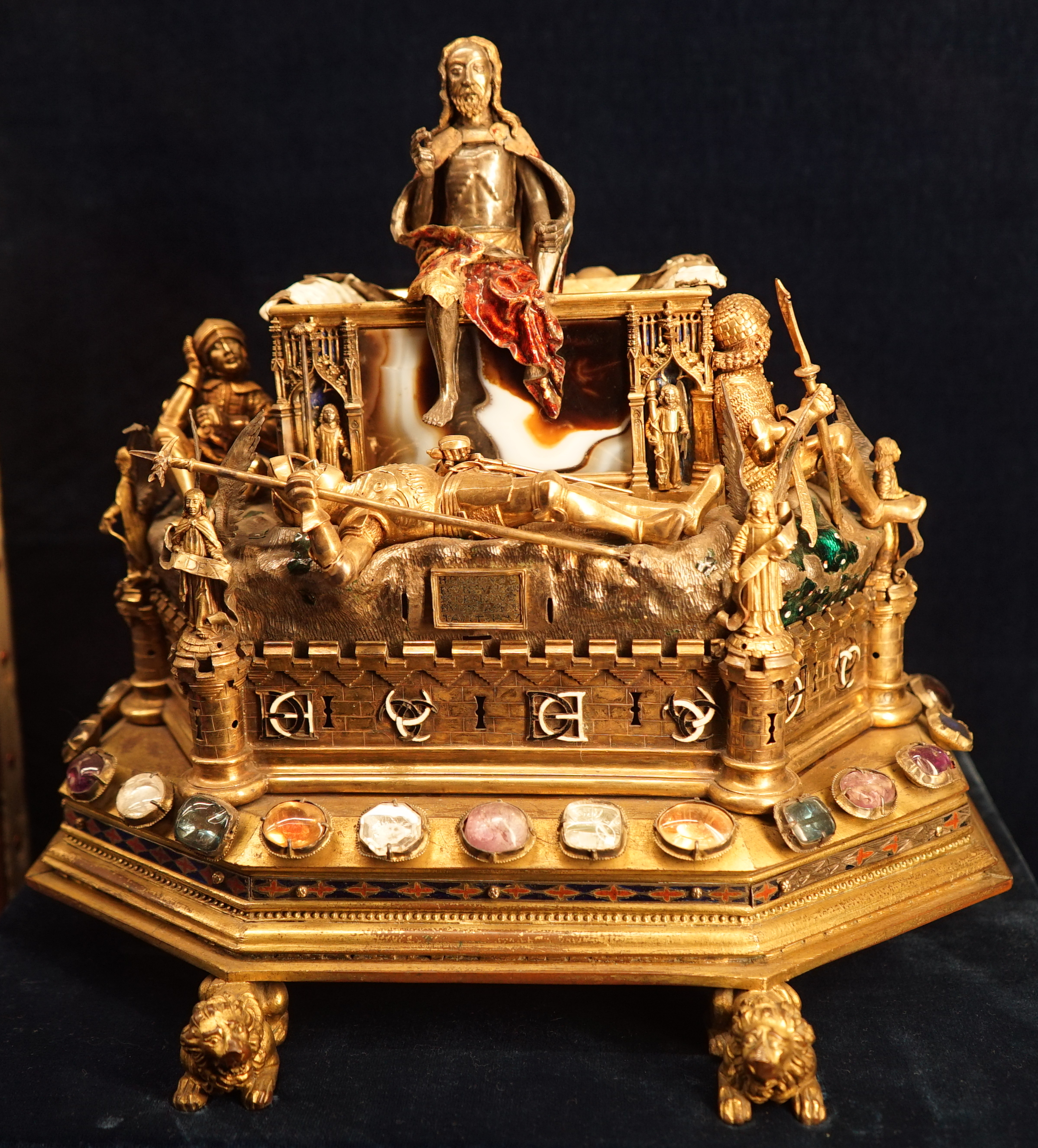
Reliquaire de la résurrection.
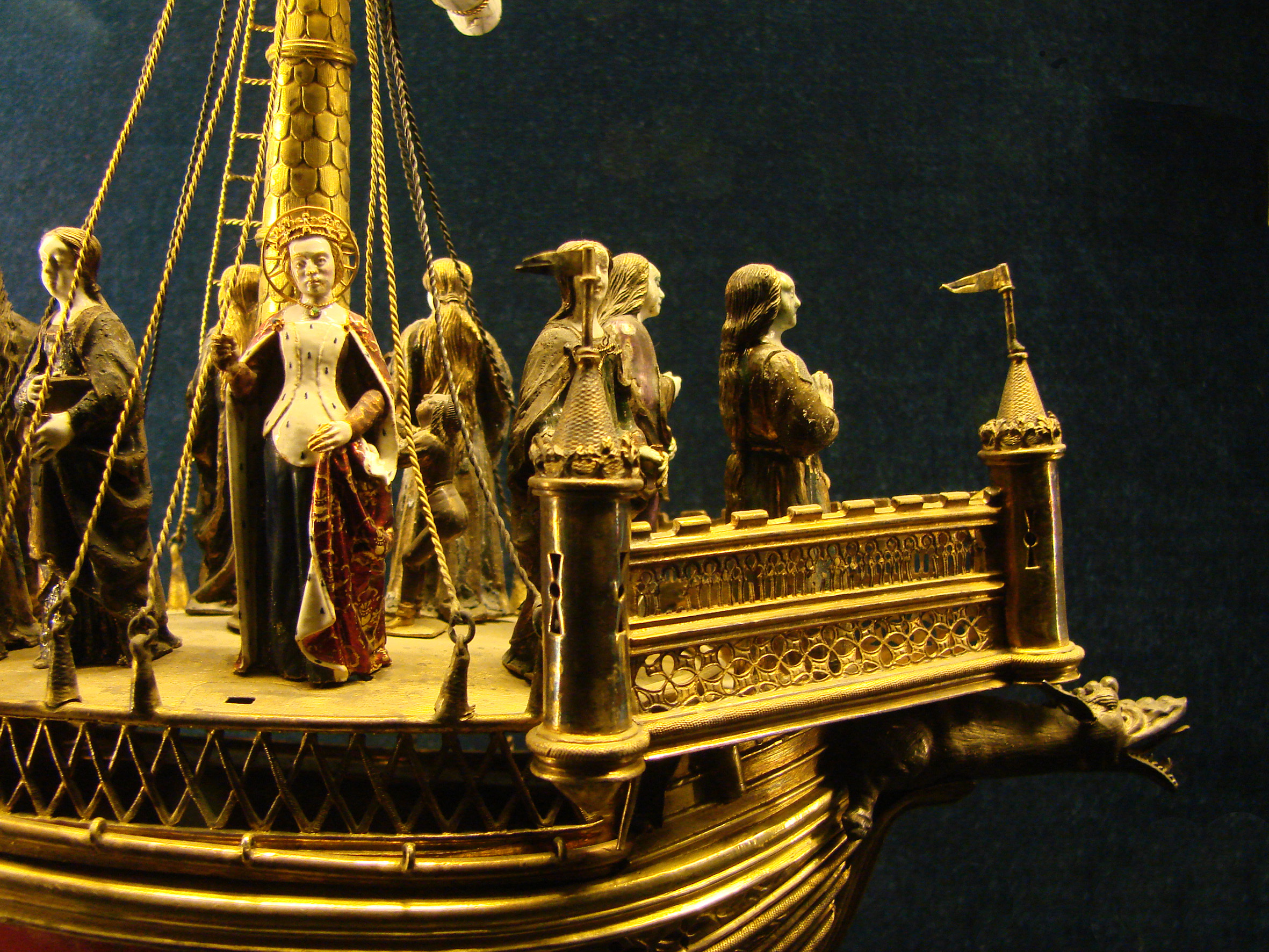
Reliquaire de sainte Ursule.
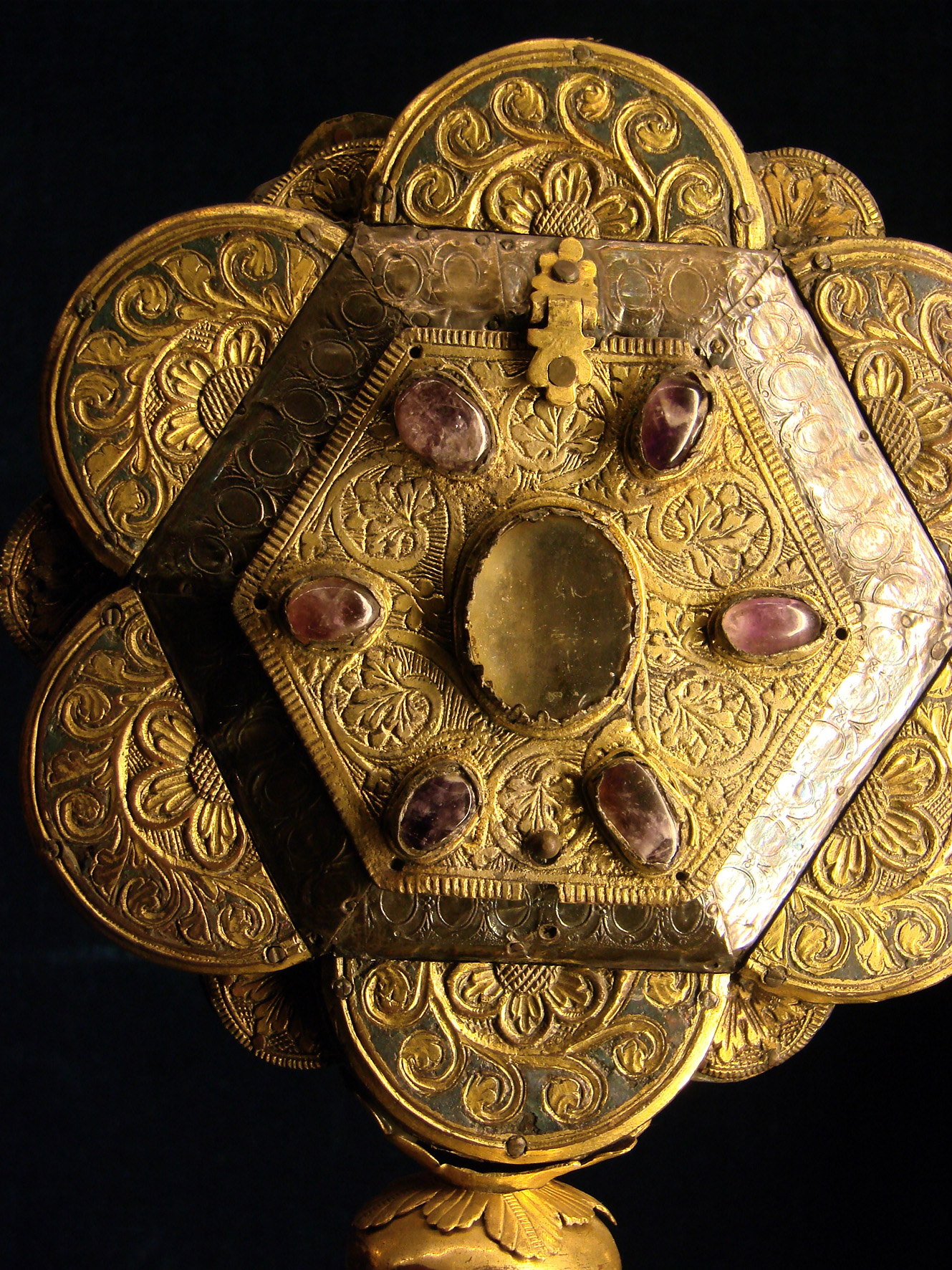
reliquaire de Sixte et Sinice du XIIIe siècle.

### Chapelle haute

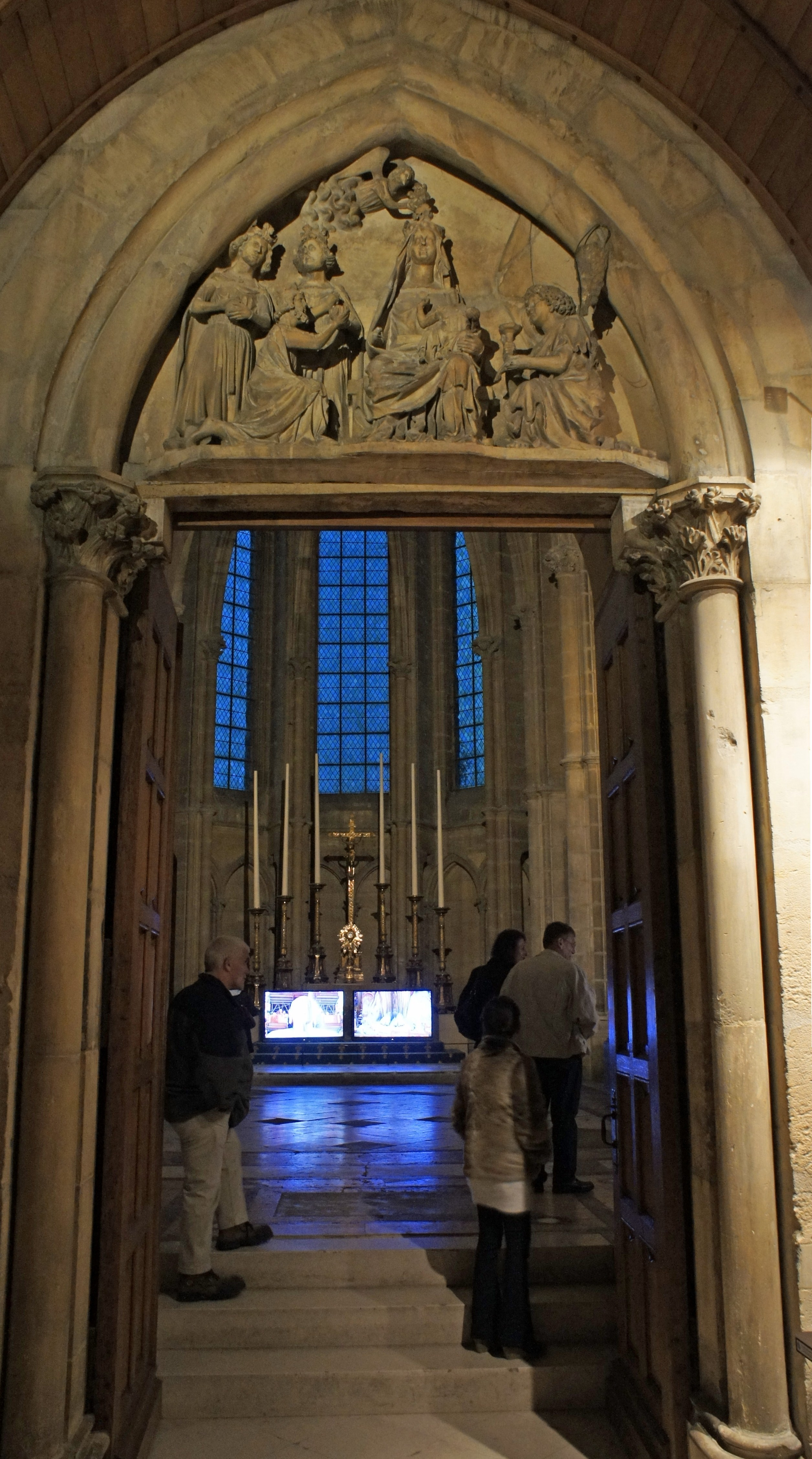
La chapelle haute et son tympan.

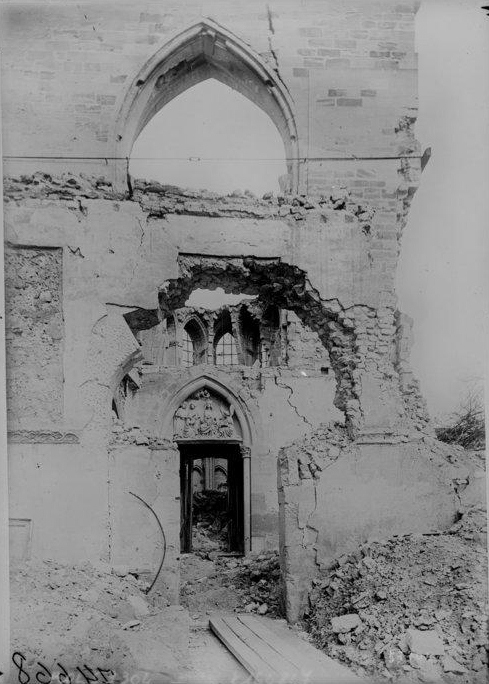
Entrée de la chapelle palatine en 1919.

Cette chapelle palatine est accessible à partir de la salle du Tau. L'entrée est surmontée d'un tympan orné d'une Adoration des Mages. Un passage champenois est réservé dans les contreforts intérieurs. Elle accueille actuellement les six chandeliers et la croix de l'orfèvre Henri Auguste qui furent réalisés à l'occasion du mariage de Napoléon et de Marie-Louise.
La chapelle est construite suivant deux niveaux. Elle fait l’objet d’un classement au titre des monuments historiques depuis le 12 juillet 1886.

### Salle Charles X
Cette salle est dédiée au sacre en 1825 de Charles X, dernier souverain français sacré. Le manteau du sacre de Charles X est une pièce de velours de soie violet de 5,70 m de long.
L'actuelle salle Charles X correspond au pavillon qui fut édifié en brique et pierre par le Cardinal de Lorraine au XVIIe siècle et qui fut détruit par les bombardements de la Grande Guerre.

### L'antichambre
Cette pièce présente une copie de la couronne de Louis XV, l'originale se trouvant au musée du Louvre. Aux murs sont accrochés le portrait de Mgr Le Tellier, huile sur toile réalisée par Pierre Mignard, et l'une des versions du tableau de Joseph Siffrein Duplessis représentant Louis XVI en costume de sacre.
Depuis novembre 2017 est présenté la copie d'époque d'un portrait du Grand dauphin par Henri Testelin, dont l'original est présenté au Château de Versailles.

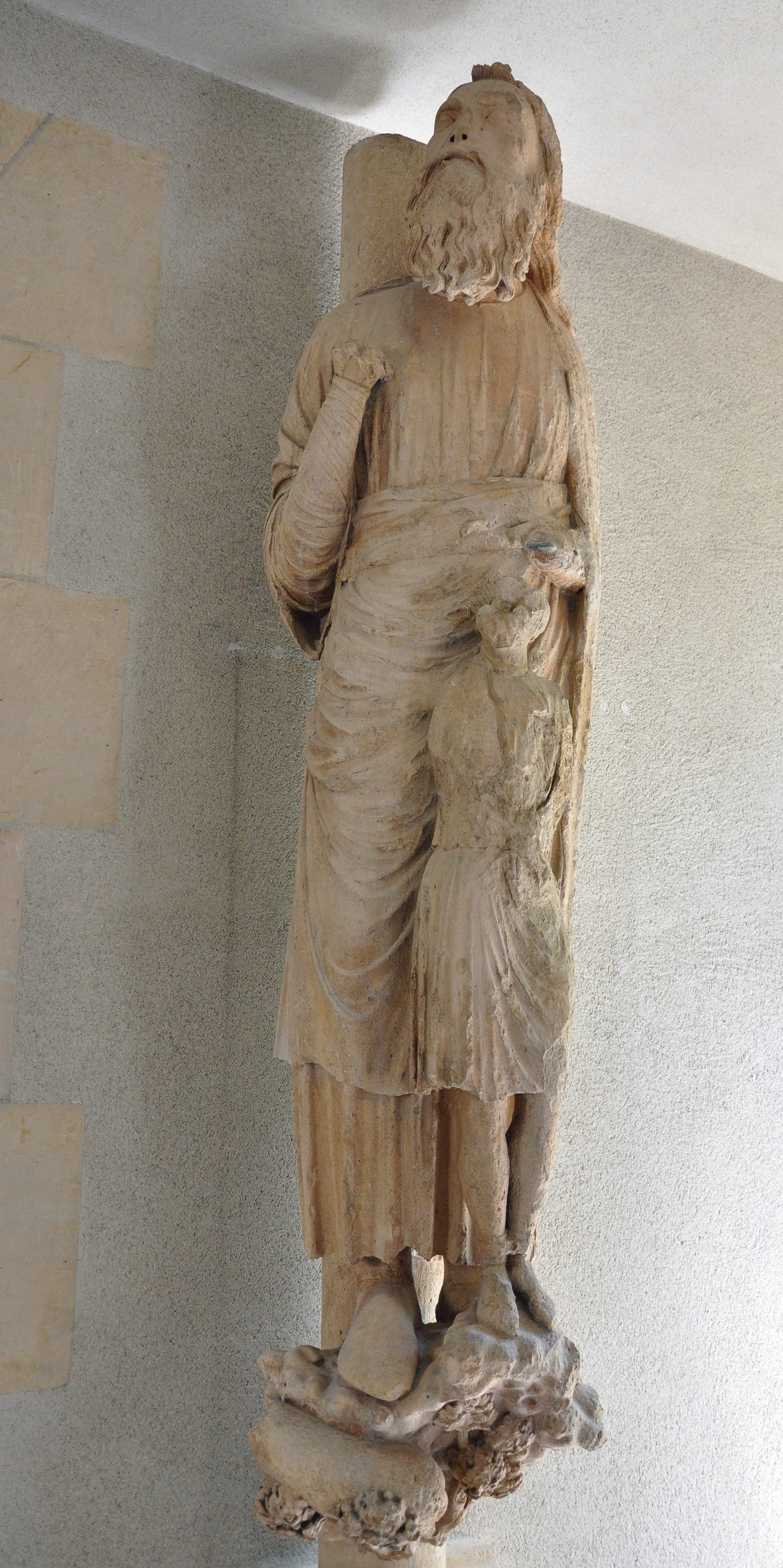
Statue originale d'Abraham, datée de 1215, provenant du portail Sud de la façade de la cathédrale.

### Salle du Goliath
Cette salle renferme des statues et divers éléments de la cathédrale. Le Goliath, sculpté avec sa cotte de mailles et son heaume, est daté du troisième quart du XIIIe siècle. Du haut de ces 5,4 m c'est la plus grande statue de la cathédrale, elle pèse près de 6 tonnes. Il était situé sur la façade ouest de la cathédrale, au-dessus de la rose. Dans cette salle sont également exposées d'autres statues monumentales déposées de la cathédrale : La Synagogue et L'Église (bras sud du transept), Adam et Ève (bras nord du transept), saint Paul et saint Jacques (tour sud), le Christ ressuscité et saint Thomas (tour nord). Ces deux dernières statues sont altérées à la suite de l'incendie du 19 septembre 1914 qui a fortement endommagé cette partie de la cathédrale. La salle comporte des fragments de deux statues provenant également de la tour nord : la tête du Christ pèlerin et la tête de saint Jean, datées également de la même époque. Des traces de polychromie sont encore visibles sur ce dernier visage.:

### Salle des petites sculptures
Une salle qui présente de nombreuses têtes sculptées tombées durant la Première guerre mondiale, les sculptures monumentales d'Abraham, et quelques maquettes. La maquette de la cathédrale idéale de Viollet-le-Duc donne un aperçu de ce à quoi aurait ressemblé la cathédrale si elle avait été terminée. Depuis novembre 2017, une maquette de la cathédrale de Reims est également présentée. Un court film présente la construction de la cathédrale.

### Salle du Cantique des cantiques
Quatre broderies murales, datées du XVIIe siècle, représentent des scènes imaginées du livre biblique Cantique des cantiques ornent cette pièce. Ces broderies de laine et de soie proviennent du château de Hauteville (Aisne) et ont été données en 1807 à la cathédrale.

### Salon carré, ou Salle Pepersack
Les statues de saint Pierre et la Madeleine, datées du 1er quart du XIIIe siècle et déposées de la façade occidentale de la cathédrale en 1970, sont présentées ici. Cette salle expose également les six  tapisseries restantes d'un ensemble de 29 pièces tissées à Reims au XVIIe siècle par le lissier flamand Daniel Pepersack pour l'archevêque Henri de Lorraine, représentant des épisodes de la vie du Christ.

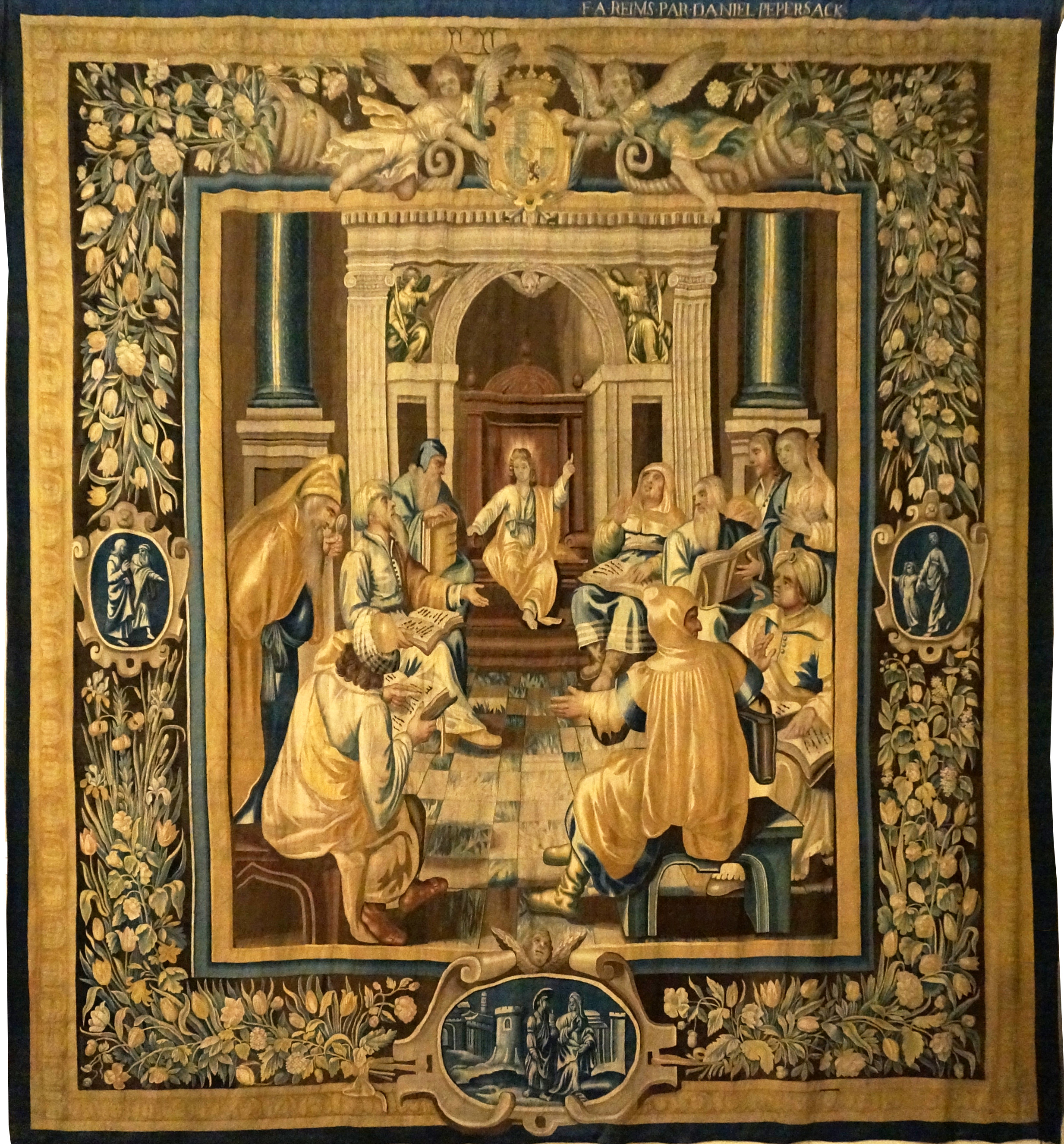
Jésus au Temple parmi les docteurs,
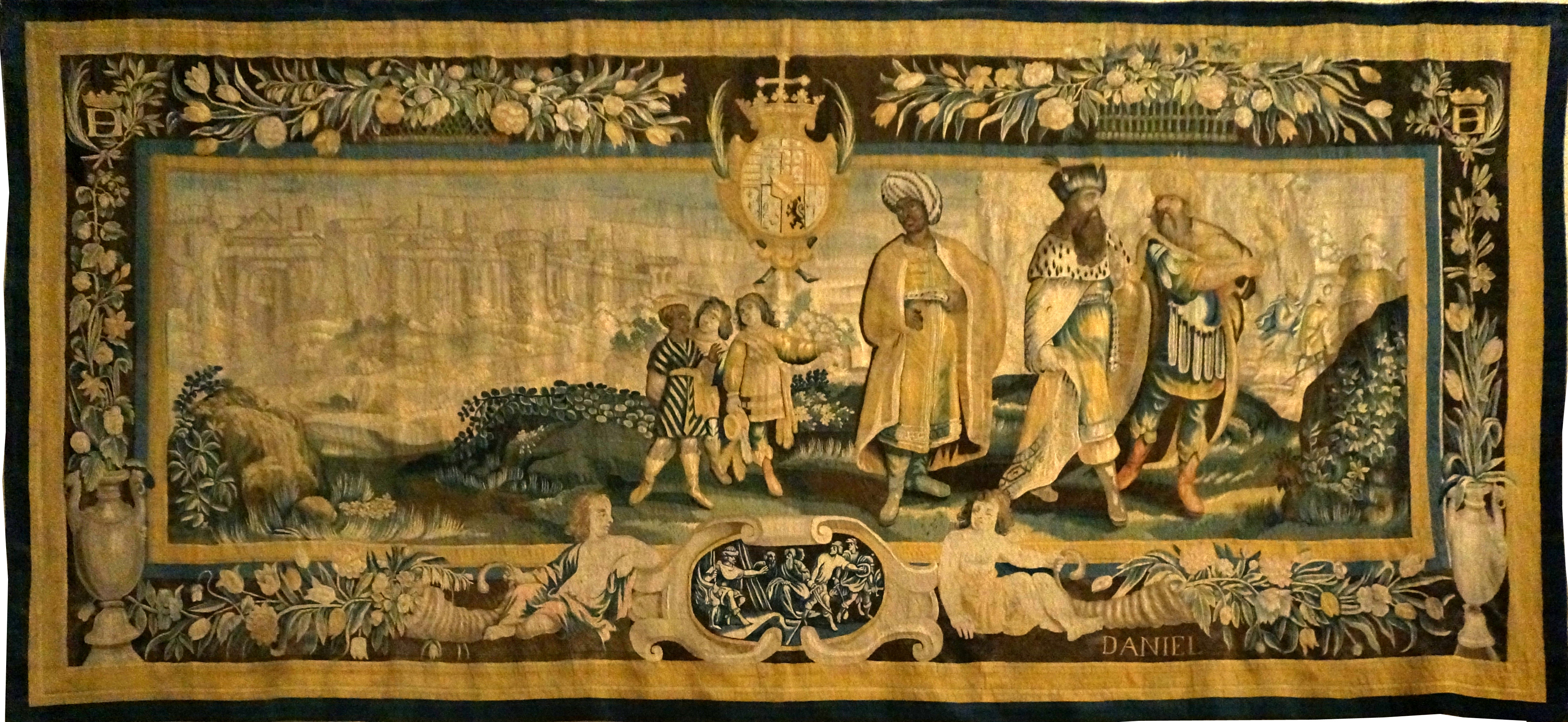
Le retour des mages ;
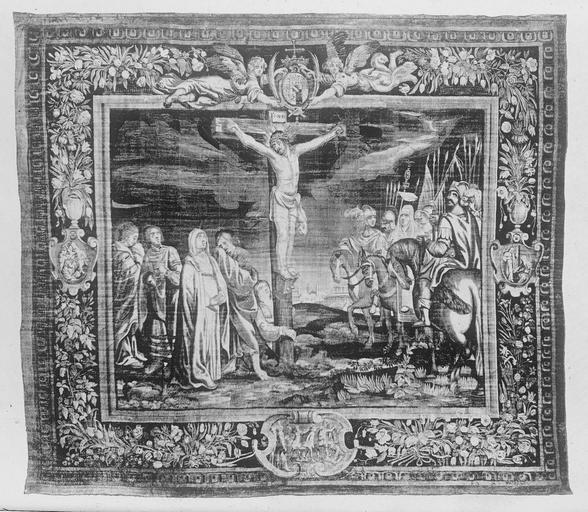
Parties
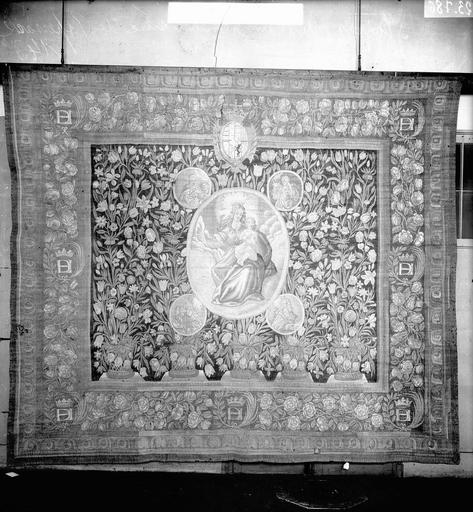
détruites.

### Salle du roi de Juda
La statue représentant un roi de Juda donne son nom à cette salle de dimensions modestes. Cette statue imposante de 4,2 m de haut, datant du milieu du XIVe siècle, se situait à la base d'une des tours de la cathédrale dans la galerie des rois.

### Salle du couronnement de la Vierge
Cette salle doit son nom au gâble appelé Couronnement de la Vierge provenant du portail central de la cathédrale. Ce gâble d'une largeur de 8 m et d'une hauteur 5,5 m, exposé ici au-dessus de l'escalier d'honneur, fut déposé en 1948-1949. Cette salle comporte plusieurs tapisseries de la tenture de la Vie de Notre-Dame. Celles-ci ont été données en 1530 par Robert de Lenoncourt, alors archevêque de Reims. Des sculptures de rois, dont l'une attribuée à la représentation de Philippe Auguste, encadrent les tapisseries.

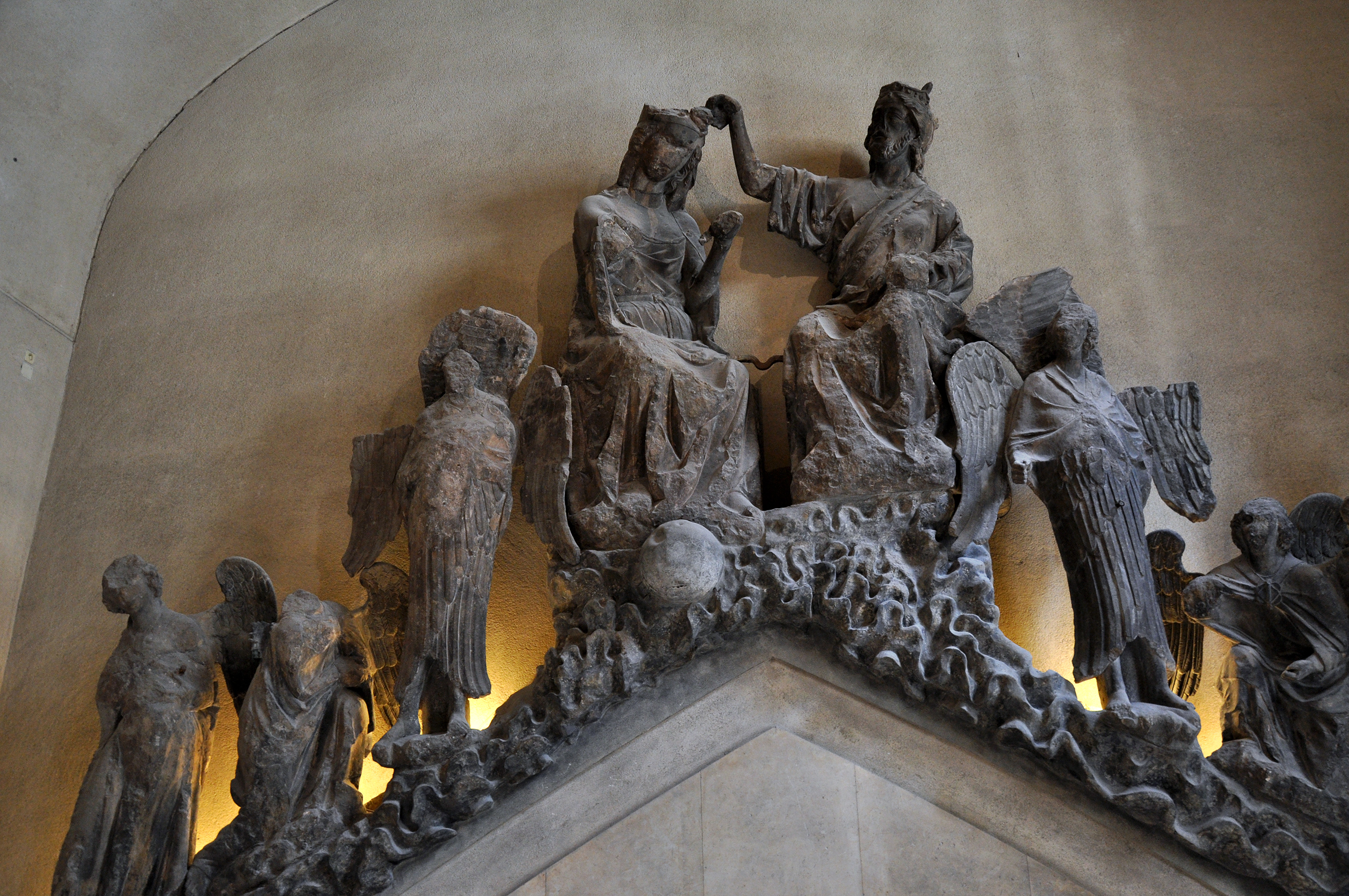
Le Couronnement de la Vierge
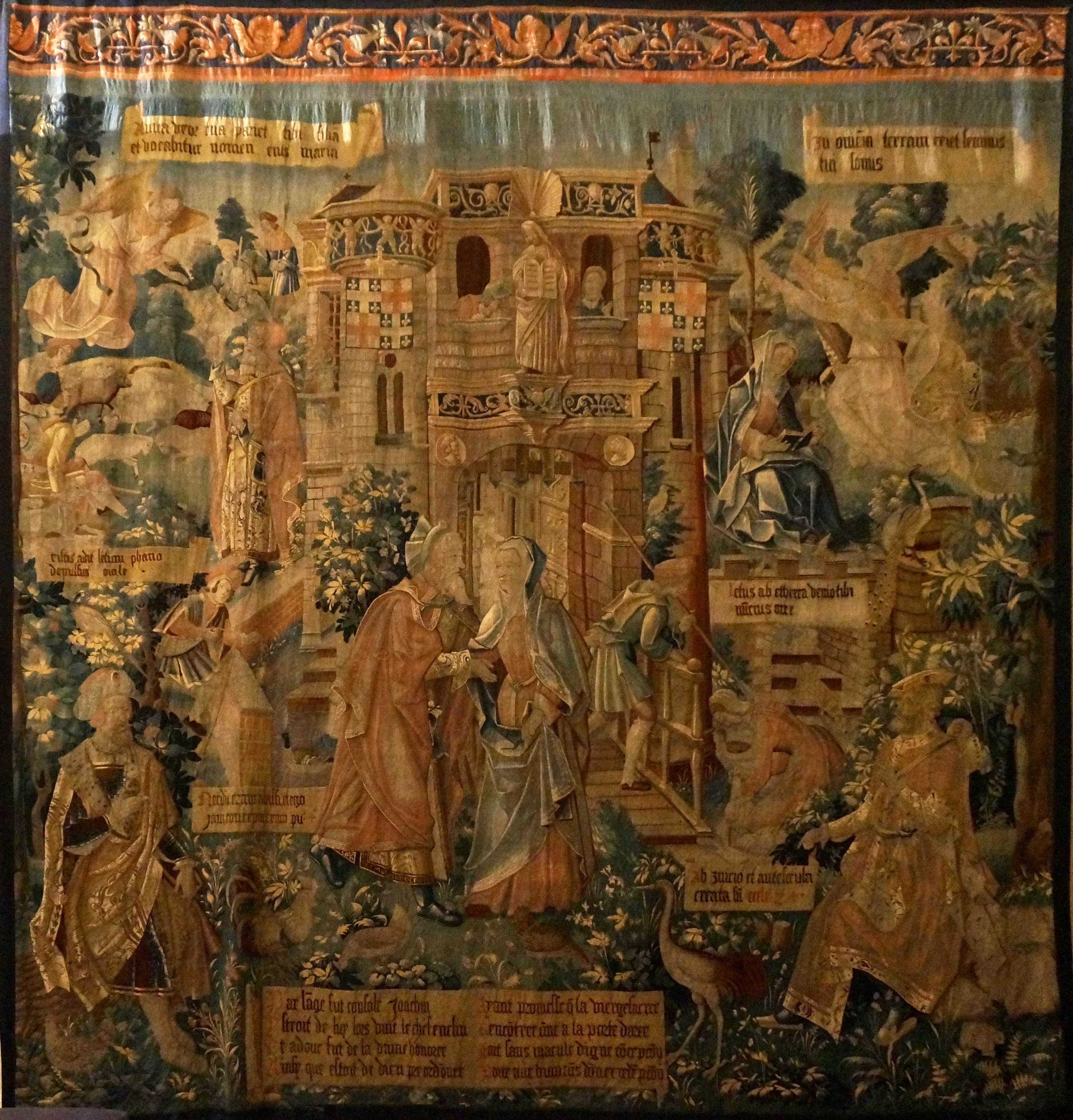
Série sur la vie de Marie.
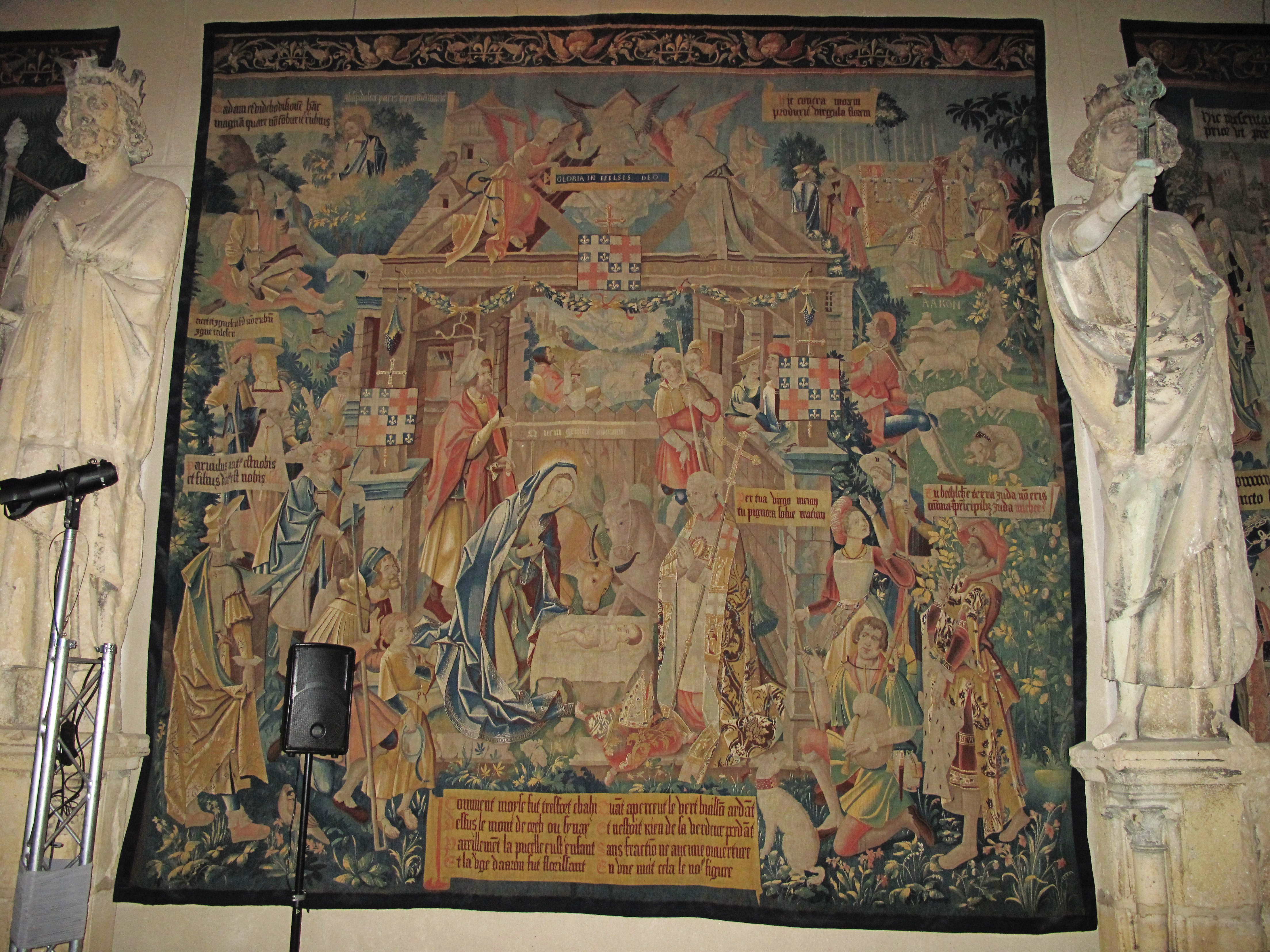
Série sur la vie du Christ.
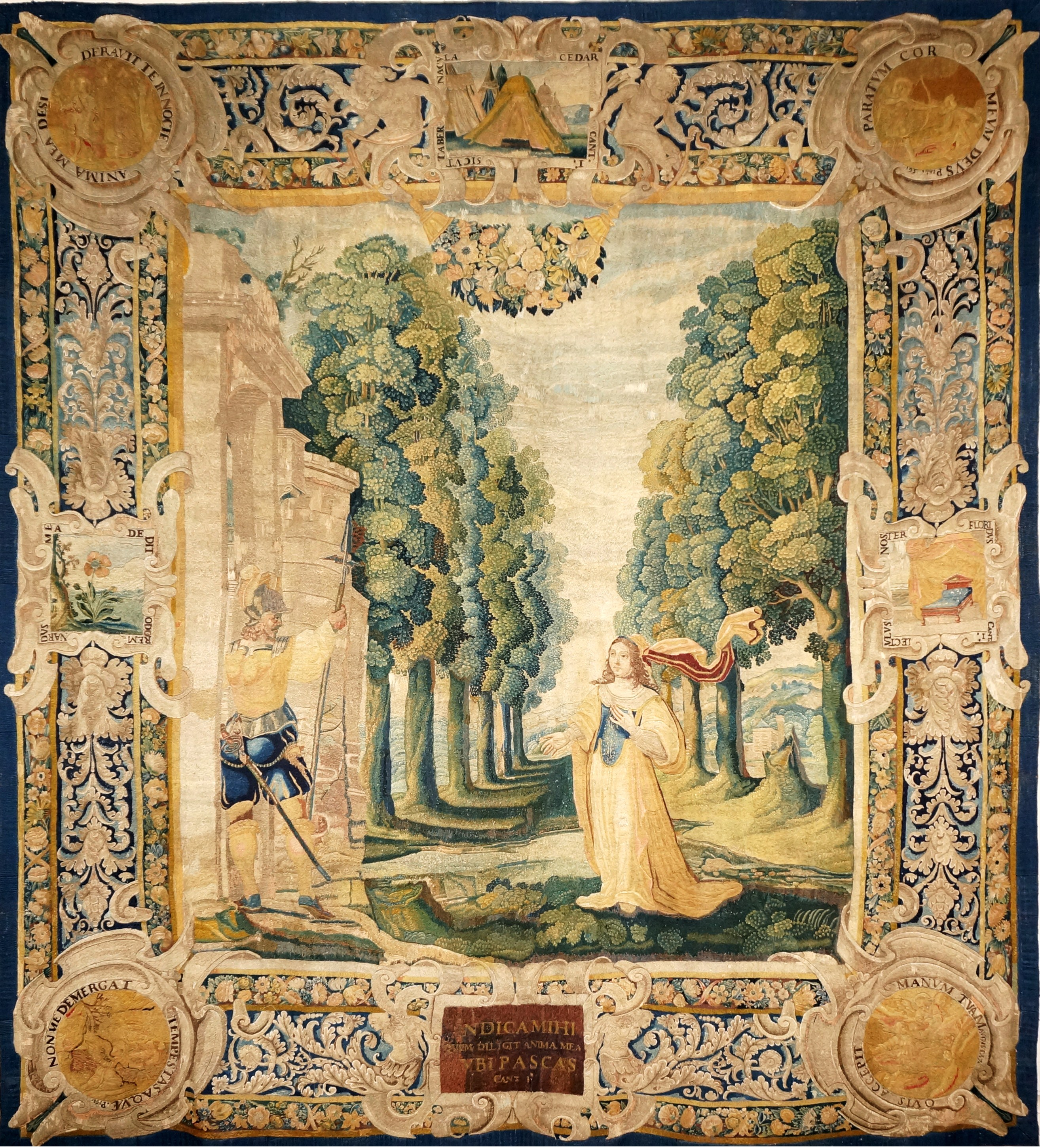
Série sur le thème du Cantique des cantiques.

## Expositions temporaires
- Du 13 avril au 28 juillet 2019 : Marie de Roumanie, reine et artiste[31].
- Du 27 janvier au 8 avril 2018 : Speedy Graphito au Palais du Tau[32].
- Du 7 octobre 2017 au 7 janvier 2018 : Divins ornements. Trésors textiles de la cathédrale de Reims[33].
- Du 11 au 13 novembre 2016 : Museomix.
- Du 24 mai au 2 novembre 2014 : Sacres Royaux, de Louis XIII à Charles X, avec la participation du Château de Versailles.
- Du 8 février au  8 avril 2007 : Voir pour savoir : quand "Le Miroir" racontait la Grande guerre[34].

- Du 29 juin au 4 novembre 2001 : 20 siècles en cathédrales[35].
- Exposition rétrospective de 1895, nouvelle exposition basée sur le même principe que celle de 1876
- Exposition rétrospective de 1876, présentation des collections de notables locaux et des découvertes archéologiques récentes

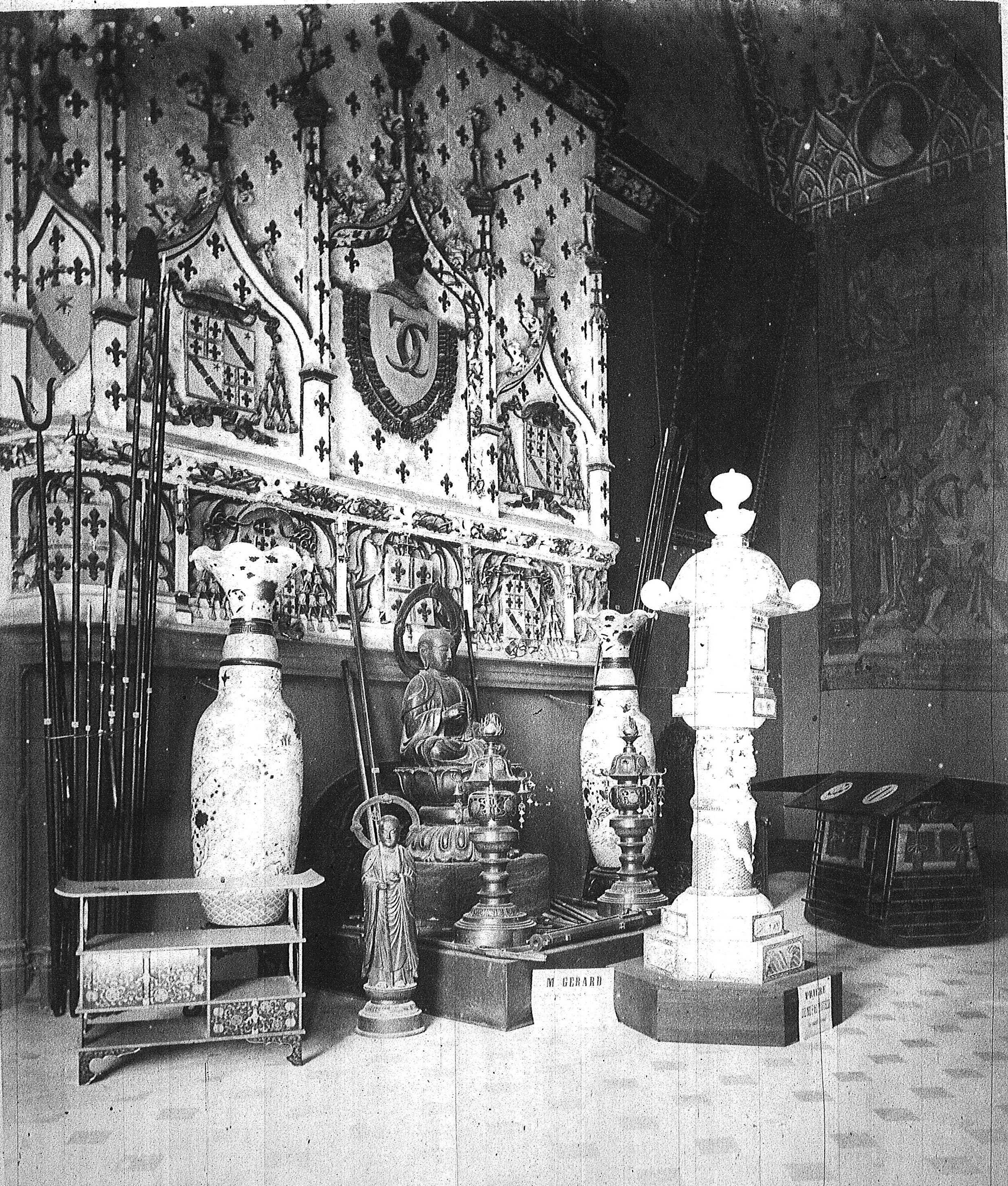
Collection Alfred Gérard (1876).
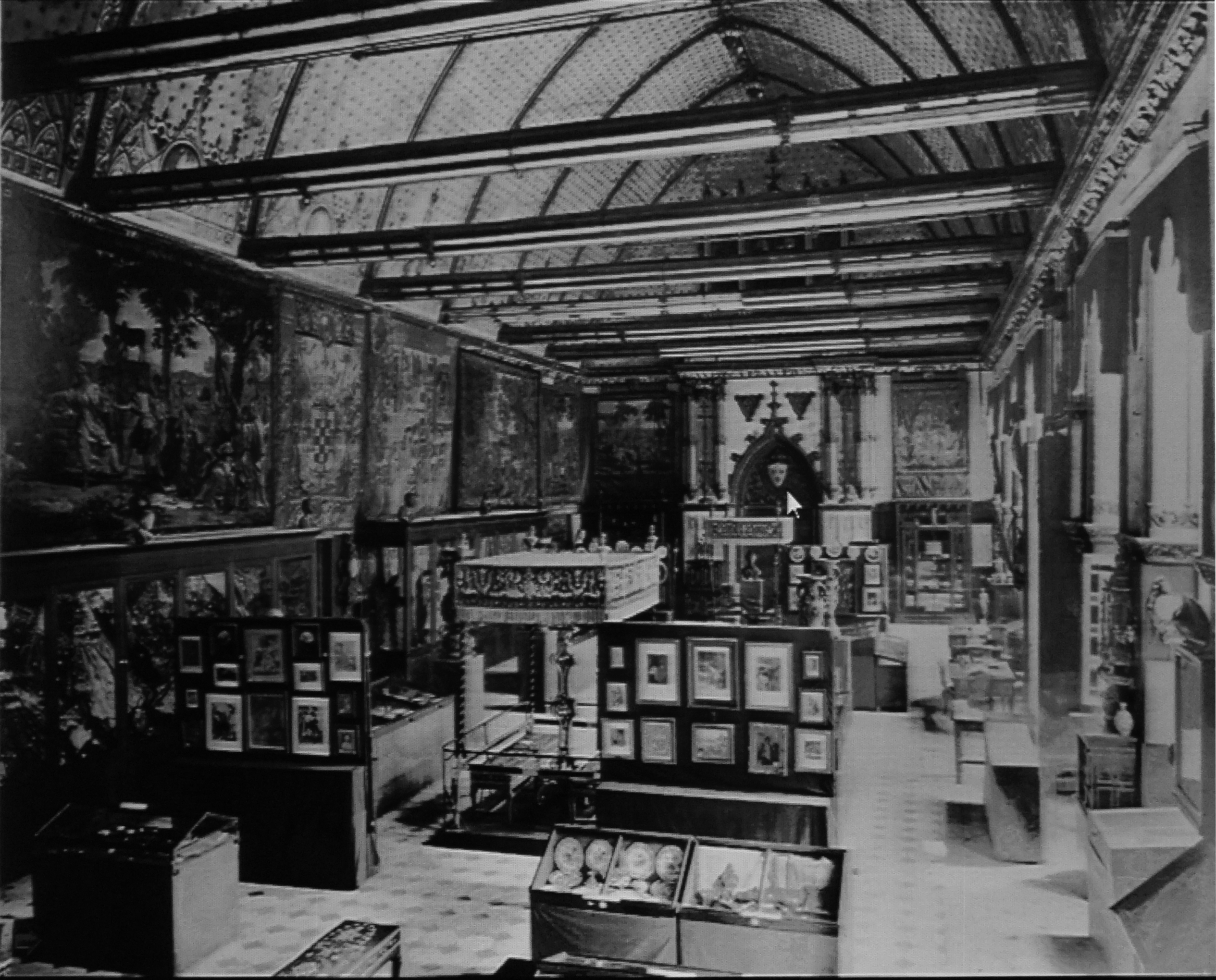
Salle du banquet en 1895.
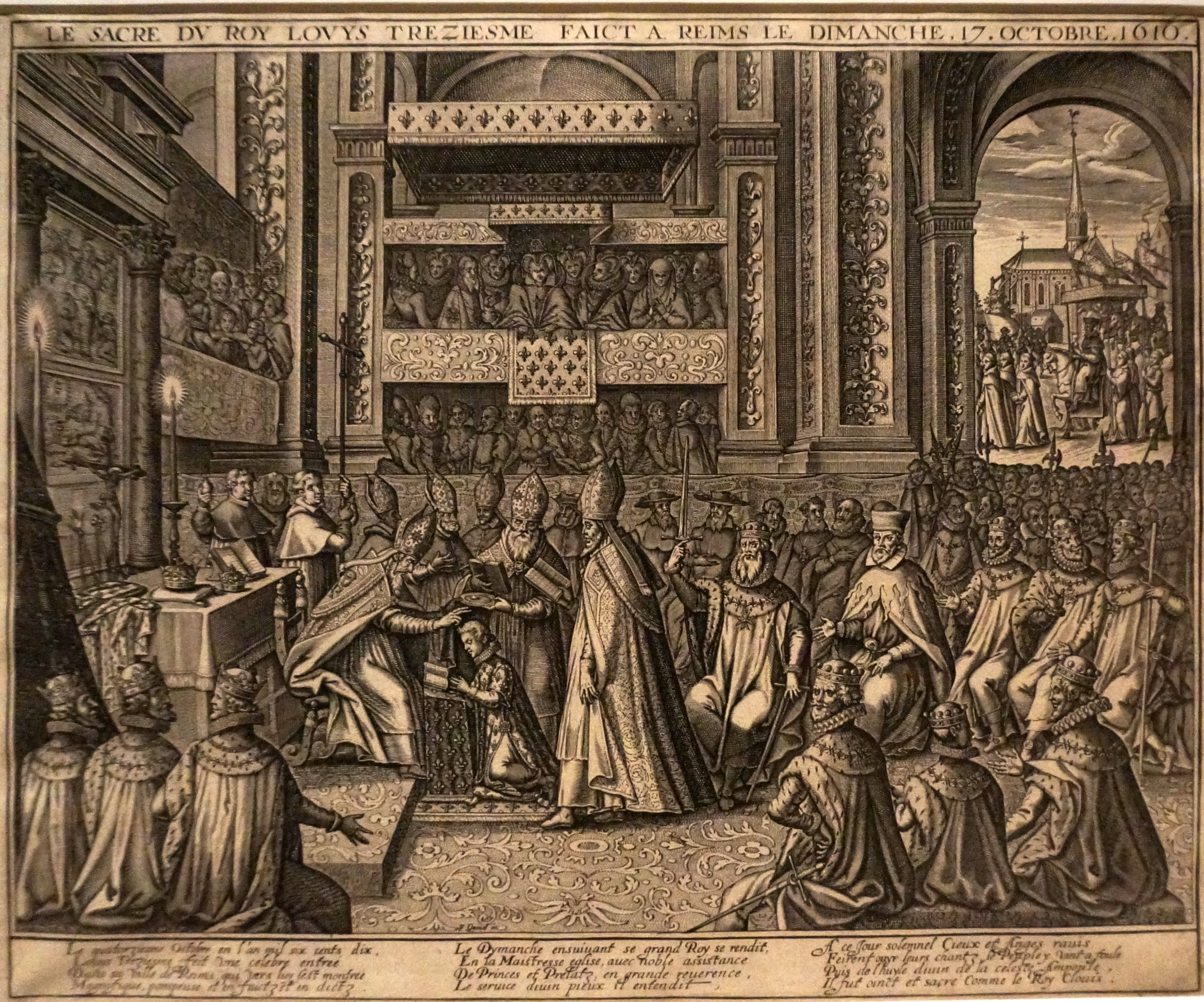
Sacre de Louis XIII.
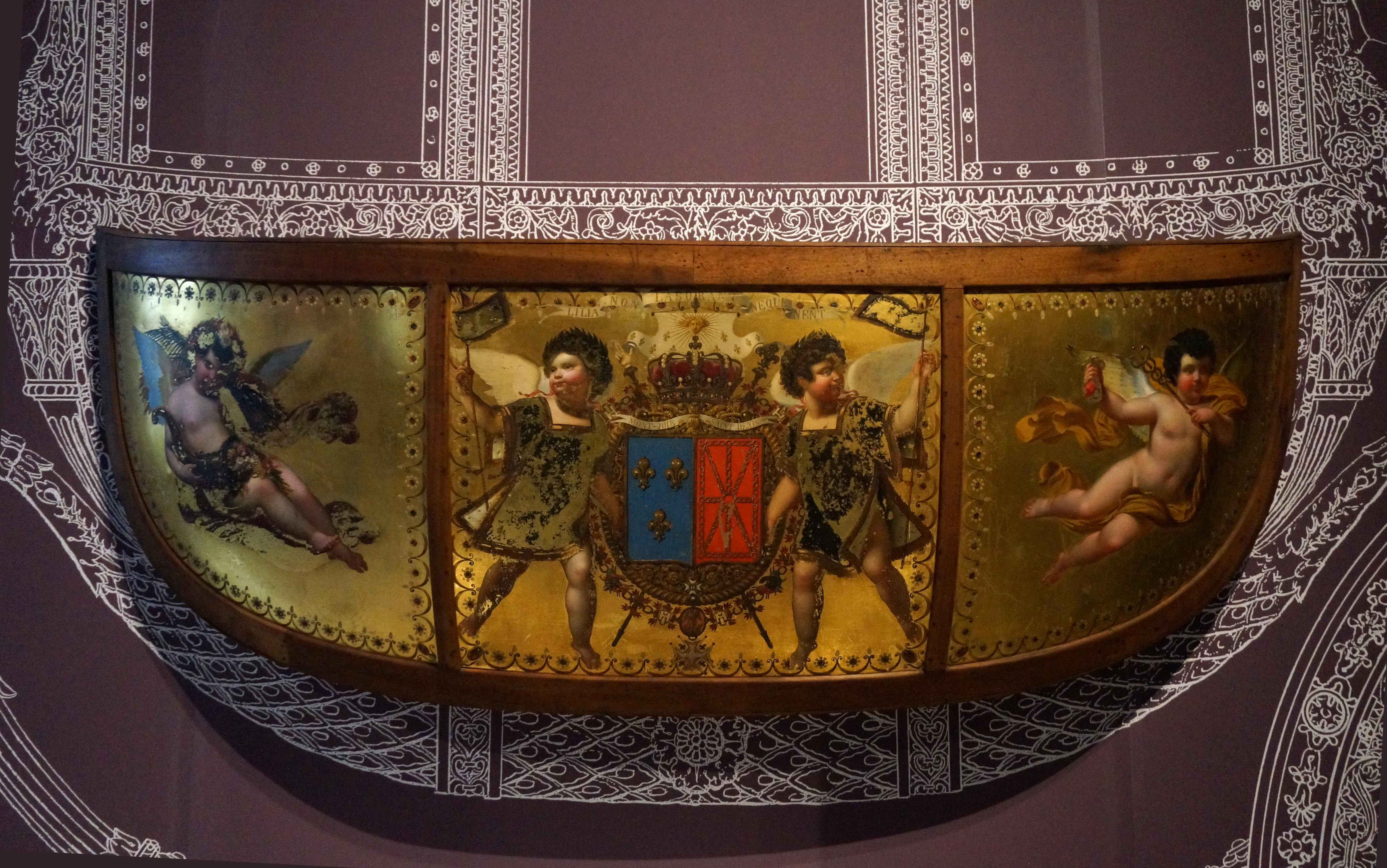
Détail du carrosse de Charles X.